# Dinastia Ming
Dinastia Ming, de asemenea numită și Imperiul Marelui Ming, a fost dinastia ce a guvernat China timp de 276 ani (1368 – 1644), ca urmare a prăbușirii dinastiei mongole Yuan. Dinastia este descrisă de istorici ca fiind „una dintre cele mai mari epoci de guvernare ordonată și stabilitate socială din istoria omenirii”, aceasta fiind ultima dinastie din China condusă de către etnici chinezi Han. Deși capitala primară, de la Beijing, a căzut în 1644, la o revoltă condusă de Li Zicheng (care a stabilit Dinastia Shun, în curând înlocuită cu dinastia manciuriană Qing), regimurile loiale tronului Ming - numite colectiv Ming de Sud - au supraviețuit până în 1662.
Împăratul Hongwu (1368-1398) a încercat să creeze o societate de comunități rurale auto-suficiente, ordonate într-un sistem rigid, imobil, care garanta și sprijinea o clasă permanentă de soldați pentru dinastia lui; armata permanentă a imperiului depășea un milion de oameni și docurile Marinei din Nanjing au fost cele mai mari din lume. El a avut, de asemenea, mare grijă de rupere a puterii eunucilor și al magnaților neînrudiți, înfeudându-și descendenții în întreaga Chină și a încercat să ghideze acești principi, prin publicarea de instrucțiuni dinastice. Acest lucru a eșuat în mod spectaculos, atunci când succesorul său, a încercat să reducă puterea unchilor săi, fapt ce i-a determinat la revolta care l-a pus pe Prințul Yan pe tron, ca Împăratul Yongle în 1402. Împăratul Yongle stabilit Yan drept capitală secundară și a redenumit-o Beijing, construind Orașul Interzis, restaurând Marele Canal și a stabilit întâietatea examenelor imperiale pentru numirile oficiale. El i-a răsplătit pe susținătorii săi eunuci și i-a folosit ca o contragreutate împotriva „Învățaților-Birocrați” confucianiști. Unul dintre aceștia, Zheng He, a condus șapte curse masive de explorare, în Oceanul Indian până în Arabia și coasta Africii.
Apariția de noi împărați și noi facțiuni au diminuat astfel de extravaganțe, iar capturarea Împăratului Zhengtong în timpul Crizei Tumu (1449), le-au încetat în totalitate. Marina Imperială a fost lăsată să cadă în paragină în timp ce munca forțată a fost folosită pentru construirea palisadei Liaodong și conectarea și fortificarea Marelui Zid Chinezesc, în forma sa modernă. Recensăminte ample ale întregului imperiu au fost efectuate o dată la zece ani, dar dorința de a evita munca și taxele și dificultatea de a stoca și de a analiza arhivele enorme la Nanjing, au împiedicat aflarea cifrelor exactre. Estimări pentru populația Ming-târzie variază de la 160 la 200 de milioane,  dar veniturile necesare au fost strânse de la un număr tot mai mic de fermieri în timp ce altii dispăreau din evidențele oficiale sau „donau” pământurile lor la eunuci sau temple scutite de impozite. Legile Haijin aveau scopul de a proteja zonele de coastă de pirații „japonezi” în schimb multe persoane au devenit contrabandiști și pirați.
Până în secolul al XVI-lea, cu toate acestea, expansiunea comerțului european, deși limitată la insulele de lângă Guangzhou, precum Macao - răspândi Schimbul Columbian de culturi (arabile), plante și animale, în China, au introdus ardeiul iute în bucătăria Sichuan, porumbul și cartofii extrem de productivi, au diminuat foametea și au stimulat creșterea populației. Creșterea comerțului portughez, spaniol și olandez a creat noua cerere pentru produse din China și a creat un aflux masiv de argint japonez și american. Această abundență de numerar a permis Mingului să evite, în cele din urmă, folosirea banilor de hârtie, ce stârniseră o hiperinflatiei în 1450. În timp ce confucianiștii tradiționali, se opunea unui astfel de rol proeminent al comerțului și al noilor îmbogățiți, heterodoxia introdusă de către Wang Yangming a permis o atitudine mai conciliantă. Reformele lui Zhang Juzheng, inițial de succes, s-au dovedit devastatoare atunci când o încetinire în agricultură, produsă de Mica eră glaciară, a fost întâmpinată cu politicile japoneze și spaniole de tăiere rapidă a furnizării de argint, necesar pentru ca fermierii să poată să își plătească impozitele. În combinație cu recolte eșuate, inundații, epidemii, s-a considerat că dinastia ar fi pierdut Mandatul Cerului și s-a prăbușit înaintea liderului rebel Li Zicheng și invaziei manciuriene.

## Istorie

### Fondarea

#### Revolta și rivalitatea rebelilor
Dinastia mongolă Yuan (1271-1368) a guvernat înainte de stabilirea dinastiei Ming. Alături de discriminarea etnică instituționalizată împotriva chinezilor han din China, care a stârnit resentimente și rebeliuni, alte explicații pentru dispariția Yuanului au inclus zone suprasolicitate,  greu afectate de inflație, inundațiile masive ale Fluviului Galben, ca urmare a abandonului proiectelor de irigații.  În consecință, agricultura și economia au fost în ruină și rebeliunile au izbucnit printre sutele de mii de țărani chemați să lucreze la repararea digurilor Fluviului Galben. O serie de grupuri de chinezi han s-au revoltat, inclusiv Turbanele Roșii în 1351. Turbanele Roșii s-au afiliat cu Lotusul Alb, o societate secretă budistă. Zhu Yuanzhang a fost un țăran fără nici un ban și călugăr budist care s-a alăturat Turbanelor Roșii în 1352, dar în curând a câștigat proeminență după ce s-a căsătorit cu fiica adoptivă a unui comandant rebel. În 1356, forțele rebele ale lui Zhu au capturat orașul Nanjing, care va fi stabili mai târziu drept capitala dinastiei Ming.

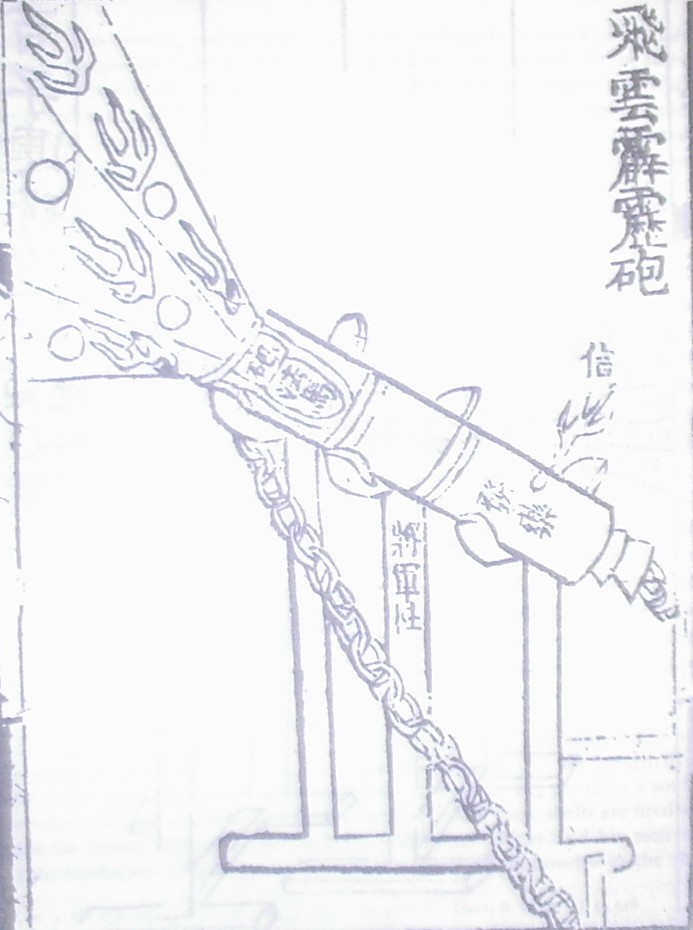
Un tun de la Huolongjing realizat de Jiao Yu și Liu Ji (secolul XIV), înainte de moartea lui Liu în 1375.

Cu dinastia Yuan fragmentată, grupările de rebeli adversare au început lupta pentru controlul asupra țării și, prin urmare, dreptul de a înființa o nouă dinastie.  În 1363, Zhu Yuanzhang și-a eliminat rivalul de temut și liderul al fracțiunii Han rebele Chen Youliang în Bătălia de la Lacul Poyang, fără îndoială, cea mai mare bătălie navală din istorie. Cunoscută pentru utilizarea ambițiosă de nave de foc, marina  Zhu, de 200.000 de marinari Ming, a fost capabilă de a învinge o forță rebelă Han, peste triplul mărimii Ming, estimată la a fi 650.000. Victoria a distrus ultima fracțiune rebelă adversă, lăsându-l pe Zhu Yuanzhang în controlul necontestat al bogatei văi a fluviului Yangtze și cimentânduși puterea în sud. După ce liderul dinastic al Turbanelor Roșii a murit în mod suspect în 1367, în timp ce era un oaspete al lui Zhu, nu mai era nimeni care a să fi fost capabil de a contesta marșul său la tron, și a făcut ambițiile sale imperiale cunoscute prin trimiterea unei armate spre capitala Yuanului,  Dadu (azi Beijing), în 1368. Ultimul împărat Yuan a fugit la nord, la Shangdu și Zhu s-a declarat fondator al dinastiei Ming, după ce a ras de pe fața pământului palaturile Yuanului din Dadu, orasul fiind redenumit Beiping în același an. Zhu Yuanzhang a ales Hongwu sau „Vastul Marțial”, ca numele de eră/domnie.

#### Domnia Împăratului Hongwu

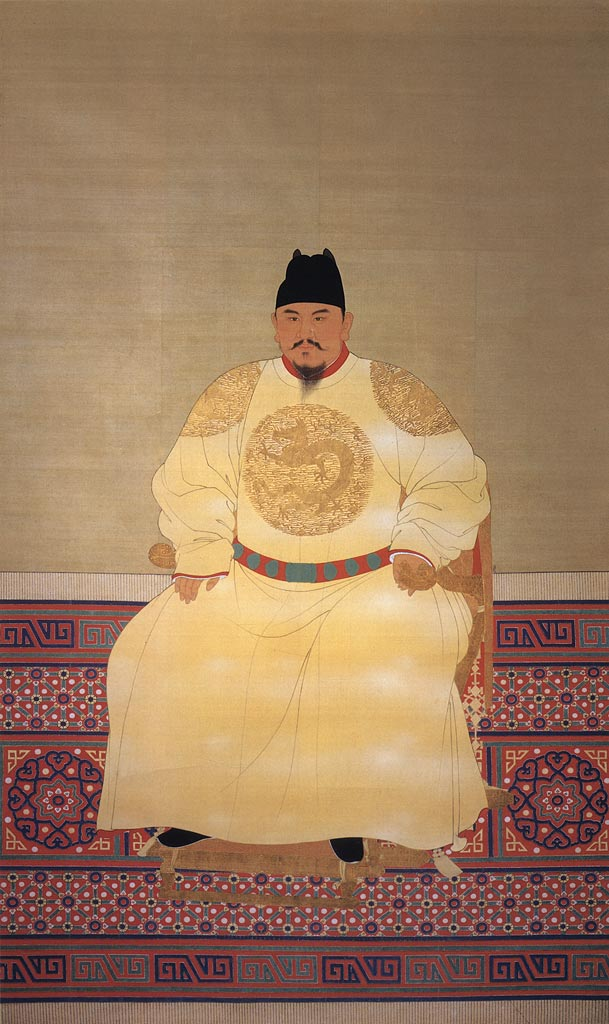
Portretul Împăratului Hongwu (d.1368–1398)

Împăratul Hongwu făcut un efort imediat pentru a reconstrui infrastructura statului. El a construit un zid lung de 48 km în jurul orașului Nanjing, precum și noi palate și edificii guvernamentale. „Istoria Mingului” afirmă că, încă din 1364, Zhu Yuanzhang a început elaborarea unui nou cod de legi confucianiste, Da Ming Lü, care a fost completat în 1397 și repetată anumite clauze găsite în vechiul „Cod Tang” din 653. Împăratul Hongwu a organizat un sistem militar, cunoscut drept „weisuo”, care a fost similar cu sistemul „fubing” al dinastiei Tang (618-907).
În 1380 Împăratul Hongwu îl execută pe cancelarul Hu Weiyong (胡惟庸), suspectând un complot pentru detronarea sa,  după care Împăratul Hongwu a desființat Cancelaria asumându-și rolul de cancelar, în calitate de șef al guvernului și împărat, un precedent urmat în cea mai mare parte a perioadei Ming.  Suspectându-și tot mai mult miniștrii și supușii, Împăratul Hongwu stabilit Jinyiwei-ul, o rețea de poliție secretă, formată din propria sa gardă a palatului. Aceasta a fost parțial responsabilă pentru pierderea a 100.000 de vieți în mai multe epurări, în peste trei decenii de domnie ale sale.

#### Frontiera de sud – vest

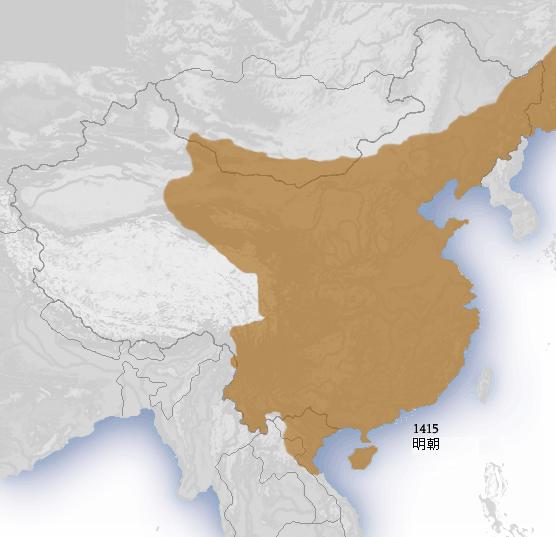
Imperiul chinez Ming, la cea mai mare întindere a sa, în timpul erei Yongle (1402-1424).

În Qinghai, musulmanii Salar s-au situat de bunăvoie sub guvernarea Ming, liderii lor de clan au capitulat în jurul anului 1370. Trupele Uyghur, sub generalul Hala Bashi, au suprimat rebeliunea miao din 1370 și s-au stabilit în Changde, Hunan. Trupele musulmanilor Hui, de asemenea, s-au stabilit în Changde, Hunan, după ce au deservit dinastia Ming în campaniile împotriva altor triburi aborigene. În 1381 dinastia Ming a anexat zonele din sud-vest, care au făcut cândva parte din Regatului Dali, în urma efortului de succes al armatelor Ming, ale musulmanilor Hui, de a învinge pe monarhiștii loiali ai mongolilor Yuan și rezistența trupelor musulmane hui din provincia Yunnan. Trupele hui conduse de generalul Mu Ying, care a fost numit guvernator al Yunnanului, au fost relocate în regiune, ca parte a unui efort de colonizare. Până la sfârșitul secolului al XIV-lea, aproximativ 200.000 de coloniști militari, s-au stabilit în 2.000.000 de mu (1.417 km2) de teritoriu în ceea ce este acum Yunnan și Guizhou. Aproximativ o jumătate de milion de coloniști chinezi au venit în perioadele ulterioar; aceste migrații au determinat o schimbare majoră în etnicitatea regiunii, din moment ce anterior, mai mult de jumătate din populație era formată din populații non-han. Resentimentul asupra unor astfel de schimbări masive în populație și prezența guvernamentală și a politicilor Ming, au declanșat mai multe revolte Miao și Yao în 1464-1466, care au fost strivite de o armată de 30.000 de soldați Ming (inclusiv 1.000 de mongoli), la care s-au alăturat 160.000 de localnici din Guangxi. După ce cărturarul și filozoful Wang Yangming (1472-1529) a suprimat o altă revoltă în regiune, el a pledat pentru o singură, unitară administrare, formată din grupuri etnice de chinezi și indigene, în scopul de a siniza popoarele locale.

#### Relațiile cu Tibetul
Mingshi - istoria oficială a dinastiei Ming, compilată mai târziu de Dinastia Qing în 1739, prevede că Mingul a stabilit Comanderii care supravegheau administrarea Tibetului, în timp ce a reînnoit titlurile foștilor funcționari Yuan din Tibet și care conferă noi titluri princiare pentru liderii sectelor budiste din Tibet. Cu toate acestea, Turrell V. Wylie afirmă că cenzura din Mingshi în favoarea întăririi prestigiului și reputației împăratului Ming, cu toate costurile, umbresc istoria nuanțată a relațiilor chino-tibetane în epoca Ming.
Oamenii de știință moderni dezbat încă dacă dinastiei Ming a avut sau nu suveranitate asupra Tibetului. Unii cred că a fost o relație de suzeranitate liberă, care a fost tăiată în mare măsură când în era Jiajing (d. 1521-1567) budismul a fost persecutat în favoarea taoismului de la curte. Alții susțin că natura religioasă semnificativă a relației cu Lamaul tibetan este slab reprezentată în erudiția modernă. Alții notează nevoia Ming-ului de cai din Asia Centrală, precum și necesitatea de a menține comerțul cu ceai pentru cai.

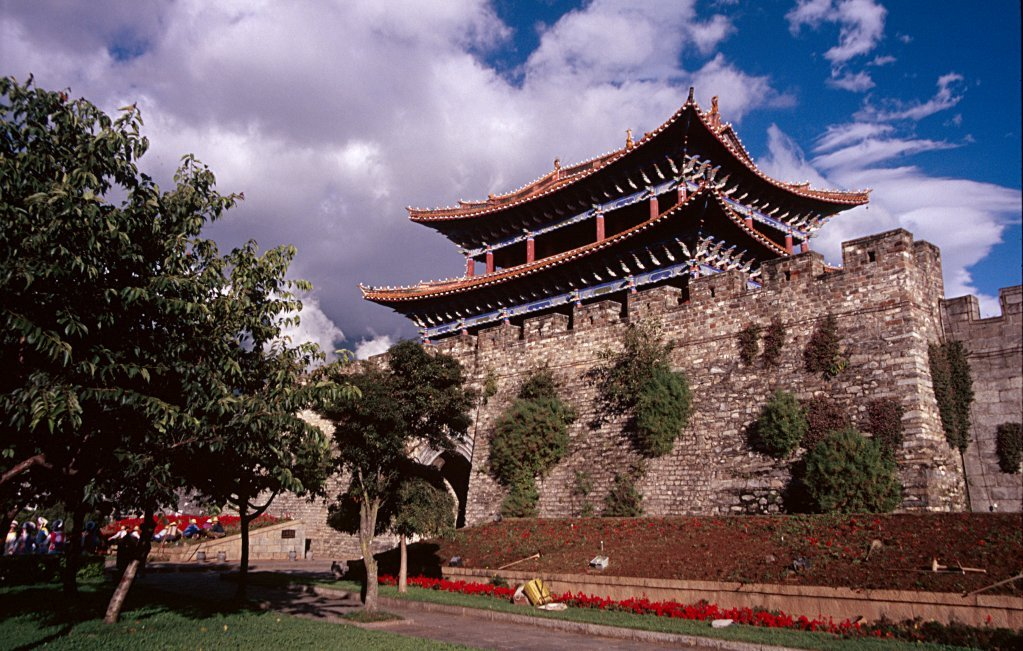
Poarta de sud a orașului Dali, Yunnan (China)

Ming a trimis sporadic incursiuni armate în Tibet în timpul secolului al XIV-lea, la care tibetanii au rezistat cu succes. Mai mulți oameni de știință subliniază că, spre deosebire de precedenții mongoli, dinastia Ming nu a avut o garnizoană de trupe permanente în Tibet. Împăratul Wanli (d. 1572-1620) a încercat să restabilească relațiile chino - tibetane în urma unei alianțe dintre mongoli și tibetani inițiată în 1578, o alianță care a afectat politica externă, a ulterioarei dinastii manciuriene Qing (1644-1912), în sprijinul lor pentru Dalai Lamaul sectei Pălăria Galbenă (Gelug). Până în secolul al XVI-le, mongolii s-au dovedit a fi protectorii armați, de succes, ai lui Dalai Lama al sectei Pălăria Galbenă, după prezența lor în creștere în regiunea Amdo, culminând (în 1582-1655) cu,  cucerirea Tibetului în 1642 de către Gushi Han.

### Domnia Împăratului Yongle

#### Ascensiunea la putere

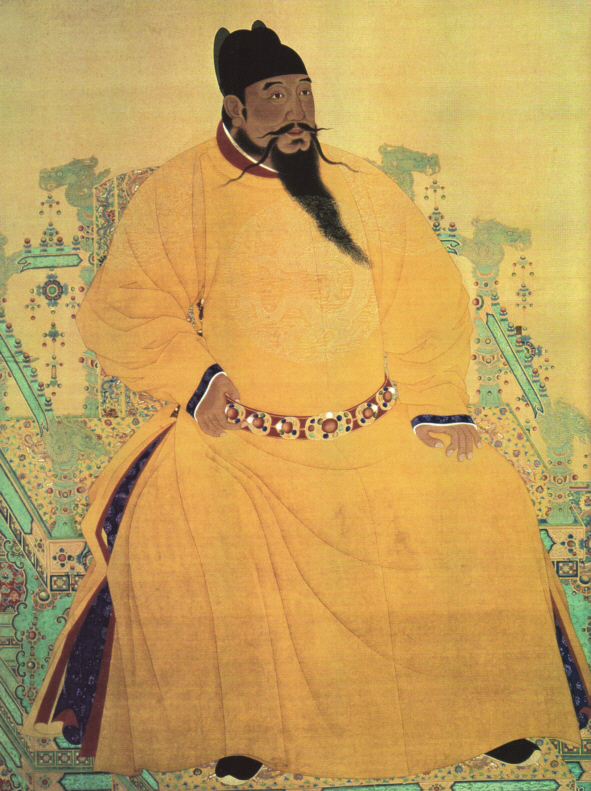
Portret al Împăratului Yongle (a domnit între 1402-1424)

Împăratul Hongwu l-a nominalizat pe nepotul său, Zhu Yunwen, ca succesor al său. Acesta și-a asumat tronul având numele erei de Jianwen (1398-1402), după moartea Împăratului Hongwu în 1398. Cel mai puternic dintre fii Împăratului Hongwu, Zhu Di, militar puternic, n-a fost de acord cu acest lucru și în curând o confruntare politică a izbucnit între el și nepotul său, Împăratul Jianwen. După ce Împăratul Jianwen a arestat mai mulți dintre asociații unchiului său, Zhu Di pus la cale o rebeliune ce a declanșat un război civil de trei ani. Sub pretextul de a îl salva pe tânărul Împărat Jianwen de funcționarii compromițători, Zhu Di a condus personal forțele în revoltă, palatul de la Nanjing a fost ars din temelii, împreună cu Împăratul Jianwen, soția lui, mama, fiul cel mare și curtenii. Zhu Di și-a asumat tronul, având numele domniei Yongle (1402-1424); domnia sa este general vazută, de către cercetători, ca o „a doua fondare” a dinastiei Ming, deoarece el a schimbat multe dintre politicile tatălui său.

#### Noua capitală și incursiuni străine

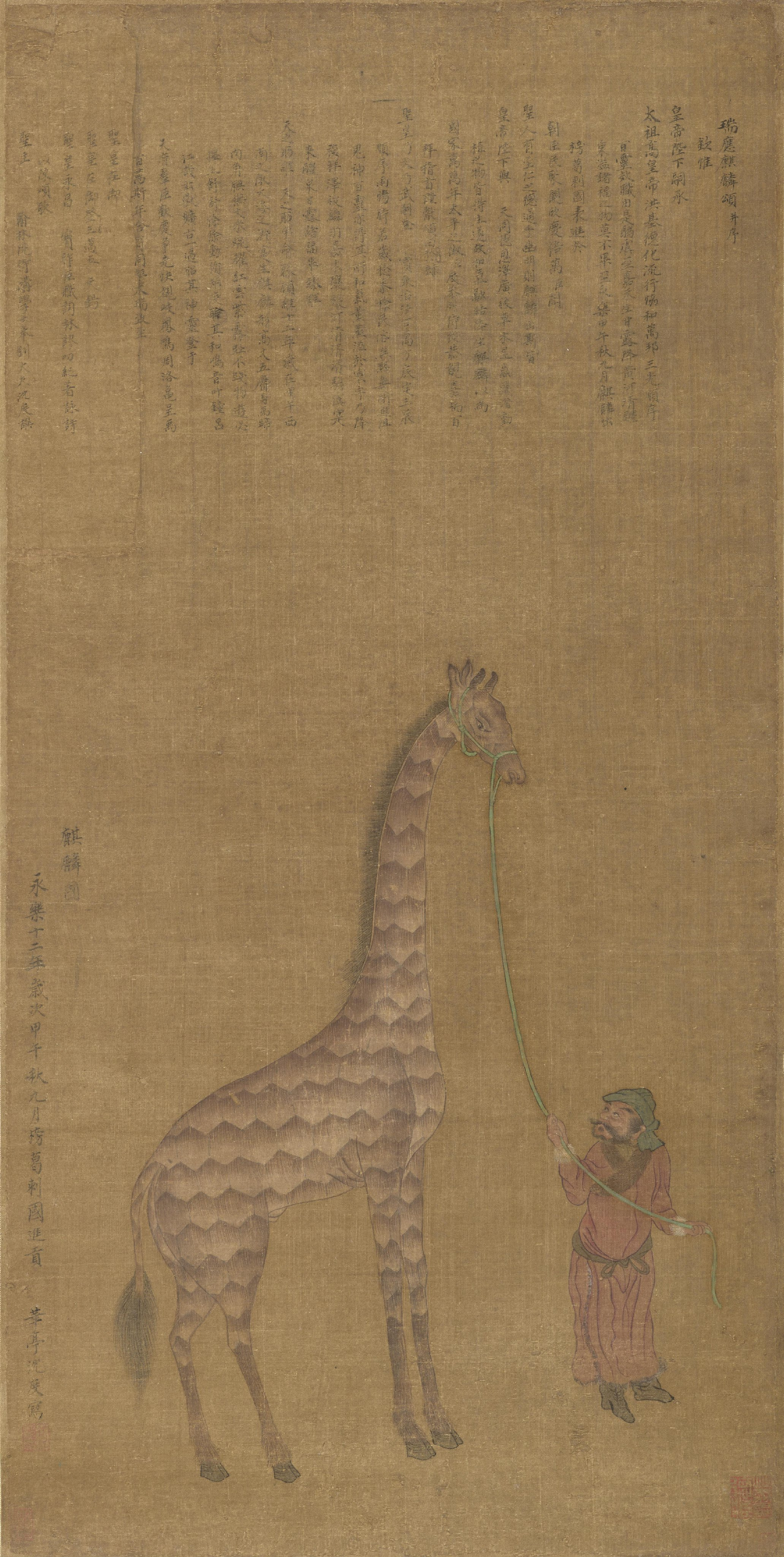
O girafă adusă din Imperiul Ajuuraan din Cornul Africii, în timpul anului 12 al domniei Yongle (1414), chinezii asociatu girafa cu miticul Qilin.

Împăratul Yongle a retrogradat Nanjingul drept capitală secundară în 1403, anunțând faptul că noua capitală a Ming-ului va fi baza lui de putere de la Beijing. Construirea unui oraș nou a durat de la 1407 la 1420, folosind sute de mii de muncitori zi de zi. În centru era nodul politic al Orașulului Imperial, iar în centrul acestuia a fost Palatul Imperial (Orașul Interzis), palatul-reședință al împăratului și a familiei sale. Prin 1553, Orașul Exterior a fost adăugat la sud, care a adus dimensiunea totală a Beijingului la 6,4 km pe 7,2 km. Împăratul Yongle a folosit, de asemenea, flota tezauriză a lui Zheng He pentru a extinde sistemul comercial tributar al Chinei mai departe decât oricând înainte, folosid xilogravura pentru a răspândi cultura chineză, și a folosit armata (în special cavaleria) pentru a extinde granițele Chinei spre nord în Manciuria și sud, în Vietnam.

##### Voiaje cu comori
Începând din 1405, Împăratul Yongle l-a numit pe comandantul său eunuc, favorit, Zheng He (1371-1433), ca amiral pentru o nouă flotă gigantică, de nave, desemnate pentru misiuni internaționale tributare. Chinezii au trimis misiuni diplomatice pe uscat spre vest încă din timpul dinastiei Han (202 î.Hr. - 220 d.Hr) și s-au angajat, de secole, în comerțul privat peste mări, până în Africa de Est, comerț ce a culminat în dinastiile Song și Yuan, dar nicio misiunea tributară, sponsorizată de guvern, de această măreție și mărime nu a mai fost vreodata formată. Pentru a deservi șapte misiuni tributare diferite în străinătate, șantierele navale Nanjing au construit două mii de nave între 1403-1419, care au inclus navele de comori mari, care măsurau  112 m - 134 m, în lungime și 45 m - 54 m în lățime.

### Criza Tumu și mongolii Ming

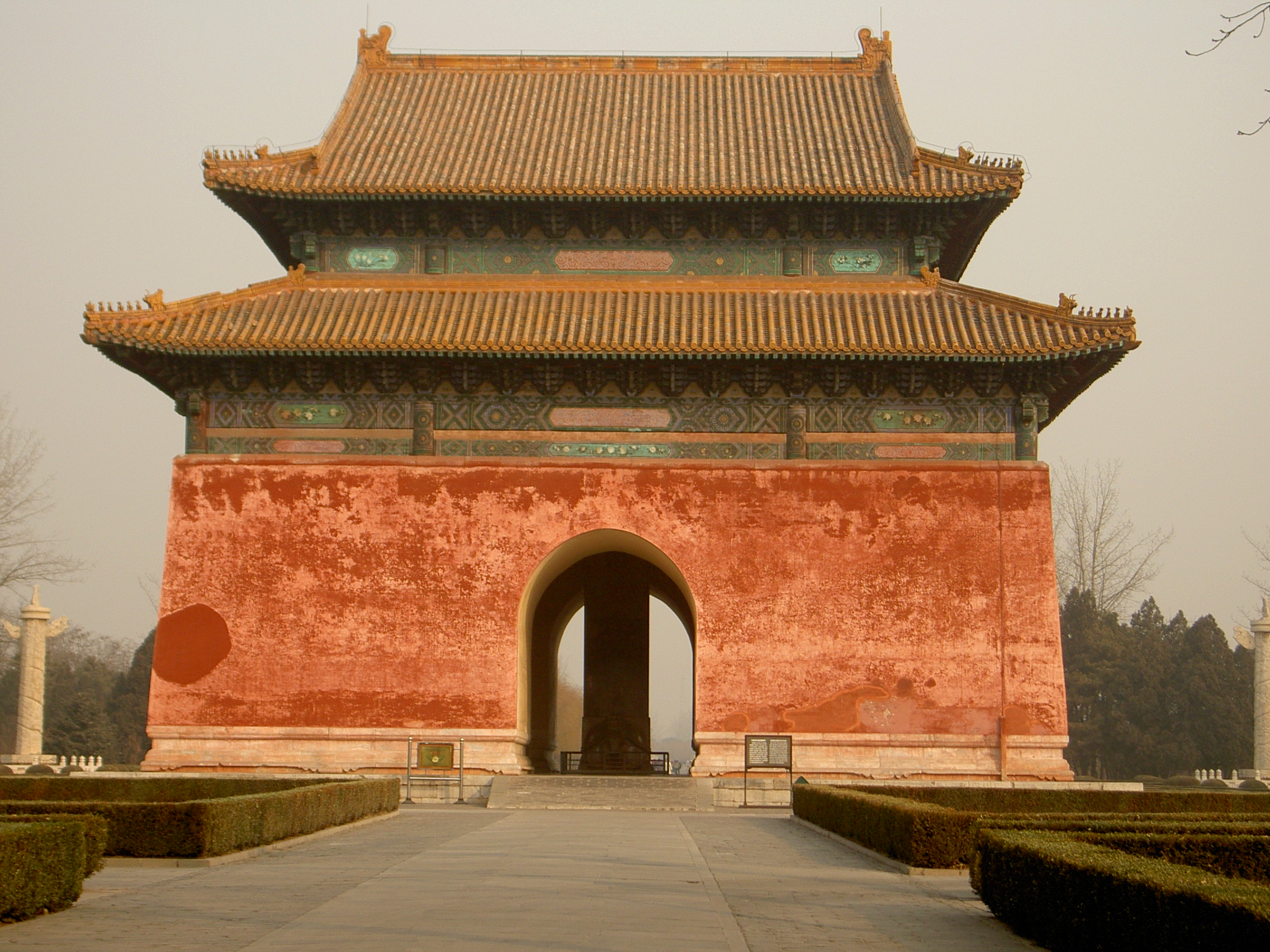
Mormintele Dinastiei Ming localizate la 50 km nord de Beijing; acest loc a fost ales de către Împăratul Yongle.

Liderul mongol Oirat, Esen Tayisi, a lansat o invazie în Ming China, în iulie 1449. Eunucul șef Wang Zhen l-a încurajat pe Împăratul Zhengtong (d. 1435-1449), să conducă personal o forță armată pentru a-i înfrunta pe mongoli, după o înfrângere recentă a dinastiei Ming. Mărșăluind cu 50.000 de militari, împăratul a părăsit capitala lăsându-l pe fratele său vitreg, Zhu Qiyu, responsabil cu guvernarea ca regent temporar. La 8 septembrie Esen Tayisi atacă armata Împăratului Zhengtong, iar împăratul este capturat - un eveniment cunoscut sub numele de Criza Tumu. Mongolii l-au sechestrat pe Împăratul Zhengtong pentru răscumpărare. Cu toate acestea, acest plan a fost dejucat odată ce fratele mai mic al împăratului a preluat tronul, având numele de eră Jingtai (d. 1449-1457), mongolii au fost, de asemenea, alungați, odată ce confidentul Împăratului Jingtai și ministrul apărării, Yu Qian (1398-1457), a preluat controlul forțelor armate Ming. Captivitatea Împăratului Zhengtong devine astfel inutilă pentru mongoli, fiind nevaloros pentru negocieri, de moment ce alt monarh era pe tronul său,  așa că l-au eliberat și trimis înapoi în Ming. Fostul împărat a fost pus sub arest la domiciliu în palat, până la lovitura de stat împotriva Împăratului Jingtai în 1457, când fostul Împărat Zhengtong reocupă tronul, avand noul nume de eră Tianshun (d. 1457-1464).
Era Tianshun s-a dovedit a fi un moment tulbure și forțele mongole din cadrul structurii militare Ming au continuat să fie problematice. La data de 07 august 1461, generalul chinez Cao Qin și trupele sale Ming, de descendență mongolă, au organizat o lovitură de stat împotriva lui Tianshun, de teama de a fi următorul pe lista împăratului epurare a celor care l-au ajutat în recuperarea tronului. Forțele rebele ale lui Cao au reușit să dea foc porților de vest și de est ale Orașului Imperial (udate de ploaie în timpul luptei) și a ucis mai mulți miniștri importanți, înainte ca forțele sale să fie în cele din urmă încolțite iar el fost nevoit să se sinucidă.
În timp ce Împăratul Yongle a organizat cinci ofensive majore la nord de Marele Zid împotriva mongolilor, amenințarea constantă a incursiunilor mongole a determinat autoritățile Ming să fortifice Marele Zid de la sfârșitul secolului al XV-lea până în secolul al XVI-lea, cu toate acestea, John Fairbank notează că „s-a dovedit a fi un gest militar inutil, dar a exprimat clar mentalitate de asediu a Chinei”. Cu toate acestea, Marele Zid nu a fost menit să fie o fortificație pur defensivă; turnurile sale au  funcționat mai degrabă ca o serie de balize luminoase și stații de semnalizare, pentru a permite avertizare rapidă la unitățile aliate, de avansarea trupelor inamice.

### Declinul și căderea dinastiei Ming

#### Domnia Împăratului Wanli

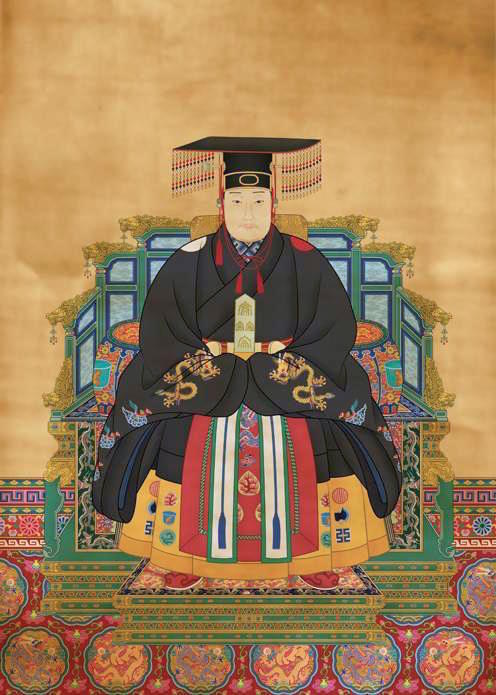
Împăratul Wanli (d. 1572–1620)

Drenajul financiar al Războiului Imjin din Coreea împotriva japonezilor, a fost una dintre cele mai mari probleme - fiscale sau de altă natură - cu care s-a confruntat dinastia Ming, în timpul domniei Wanli (1572-1620). La începutul domniei sale, Împăratul Wanli s-a înconjurat de consilieri capabili și a făcut un efort conștient pentru a se ocupe de treburile de stat. Marele Secretar al lui, Zhang Juzheng (1572-1582), a construit o rețea eficientă de alianțe cu demnitarii curții. Cu toate acestea, n-a existat după el nicio persoană suficient de calificată pentru a menține stabilitatea acestor alianțe; curând, funcționarii s-au unit în facțiuni politice oponente. De-a lungul timpului Împăratul Wanli a devenit sătul de treburile oficiale  și certurile politice frecvente din rândurile miniștrilor săi, preferând să rămână în spatele zidurilor Orașului Interzis și departe de ochii slujitorilor lui. Erudiții funcționari au pierdut din importanță în administrație, întrucât eunucii au devenit intermediari între împăratul distant și funcționarii săi; orice demnitar care dorea să discute chestiuni de stat, trebuia să îi convingă pe puternicii eunuci, cu o mită, numai pentru ca cererile lor, sau mesajul, să fie transmis împăratului.

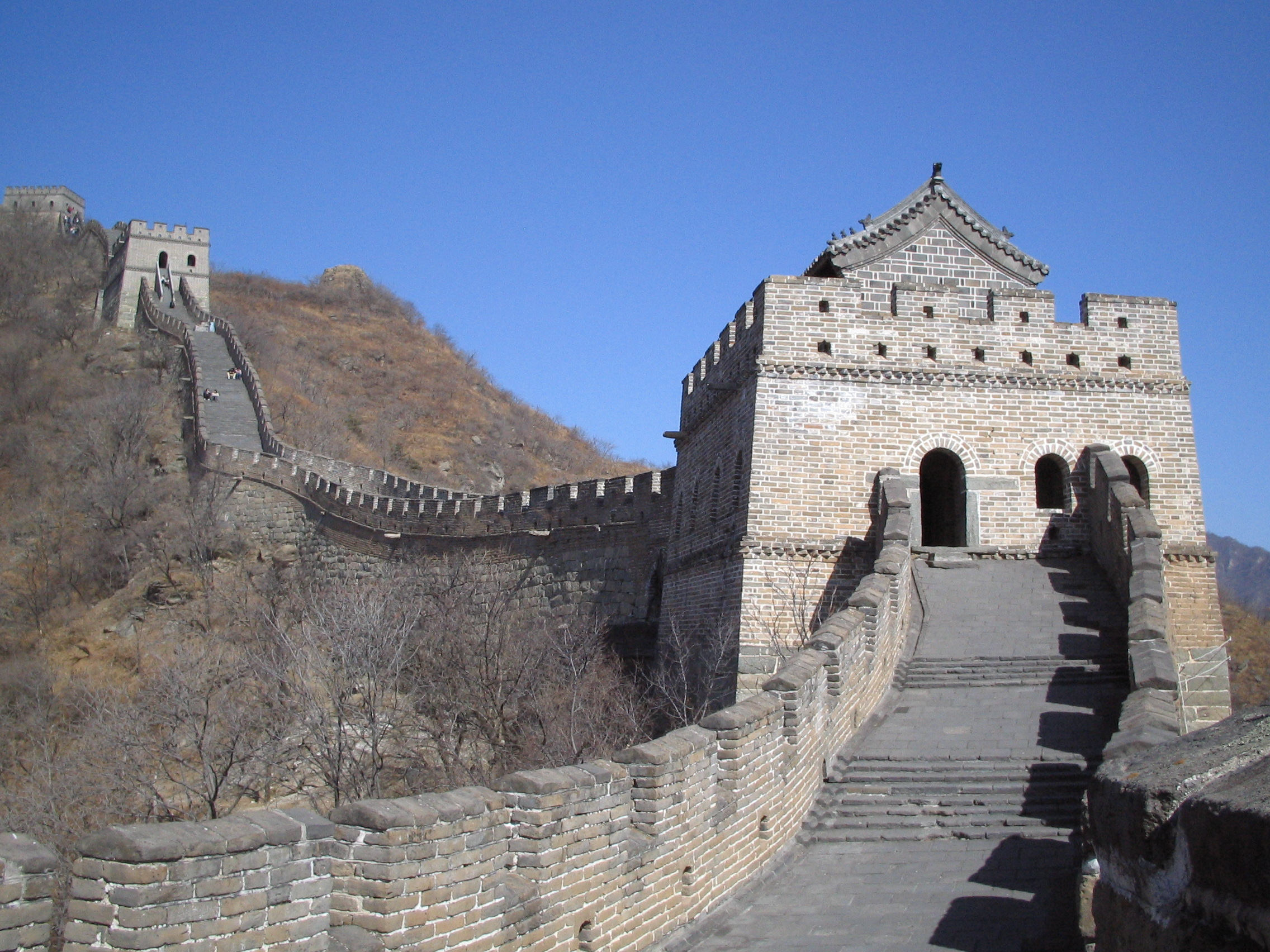
Marele Zid Chinezesc, deși pereții de pământ bătătorit a vechilor State Combatante au fost combinate într-un perete unificat sub dinastiilor Qin și Han, marea majoritate a Marele Zid din cărămidă și piatră, așa cum este văzut astăzi, este un produs al dinastie Ming.

#### Rolul eunucilor
Împăratului Hongwu a interzis eunucilor să învețe să citească sau să se implice în politică. Indiferent dacă aceste restricții au fost sau nu efectuate cu succes absolut în timpul domniei lui, eunucii în timpul erei Yongle au reușit să gestioneze uriașe ateliere imperiale, să conducă armate, și au participat la  numirea și promovarea funcționarilor. Eunucii au dezvoltat propria lor birocrație, care a fost organizată în paralel, dar nu a fost subordonată, cu birocrația serviciului public. Cu toate că au existat mai mulți eunuci dictatoriali în întreaga perioadă Ming, cum ar fi Wang Zhen, Wang Zhi, și Liu Jin, excesul de putere al eunucilor tirani nu a devenit evident până în anii 1590, când Împăratul Wanli a sporit drepturile lor asupra birocrației civile și le-a acordat puterea de a colecta taxele din provincii.

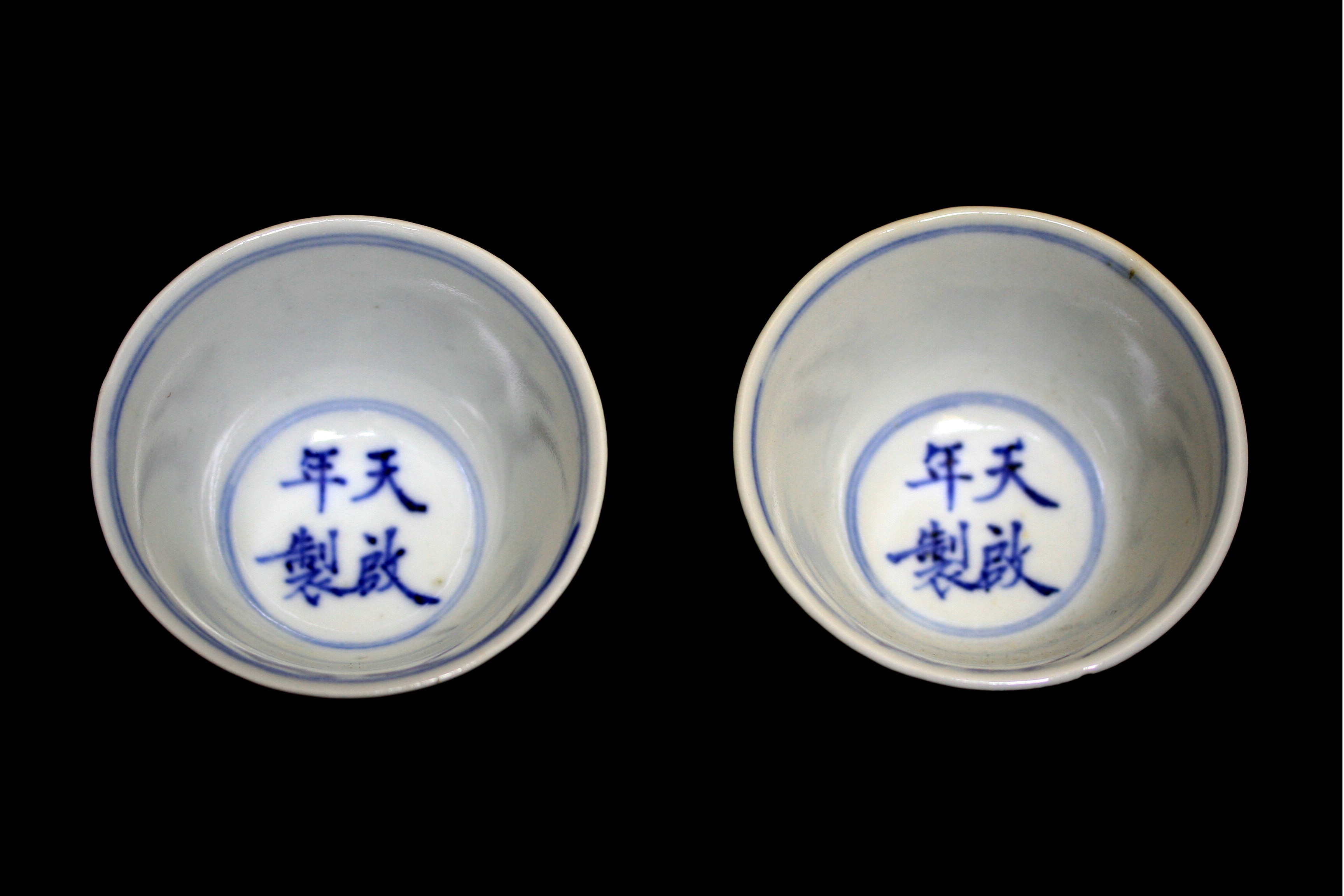
Cești de ceai din timpul erei Tianqi, Colecția Nantoyōsō, Japonia

Eunucul Wei Zhongxian (1568-1627) a dominat curtea Împăratului Tianqi (d. 1620-1627) și-a torturat rivalii politici până la moarte, mai ales pe criticii vehemenți din facțiunea Societatii Donglin. El a ordonat construitea de temple în onoarea sa, în cuprinsul Imperiului Ming, și-a construit palate personale din fondurile alocate pentru construirea de morminte ale împăratului precedent. Prietenii și familia au obținut poziții importante fără sa aibe calificări. Wei a publicat o lucrare istorică în care își critica și umilea adversarii politici. Instabilitatea de la curte a venit chiar la apogeul apariției calamităților naturale, ciumei, rebeliunilor și invaziilor străine. Deși Împăratul Chongzhen (d. 1627-1644) l-a alungat pe Wei de la curte, ceea ce a dus la sinuciderea lui la scurt timp după aceea, problema eunucilor de la curte a persistat până la colapsul dinastiei, peste mai puțin de doua decenii mai târziu.

#### Prăbușirea economiei și dezastrele naturale

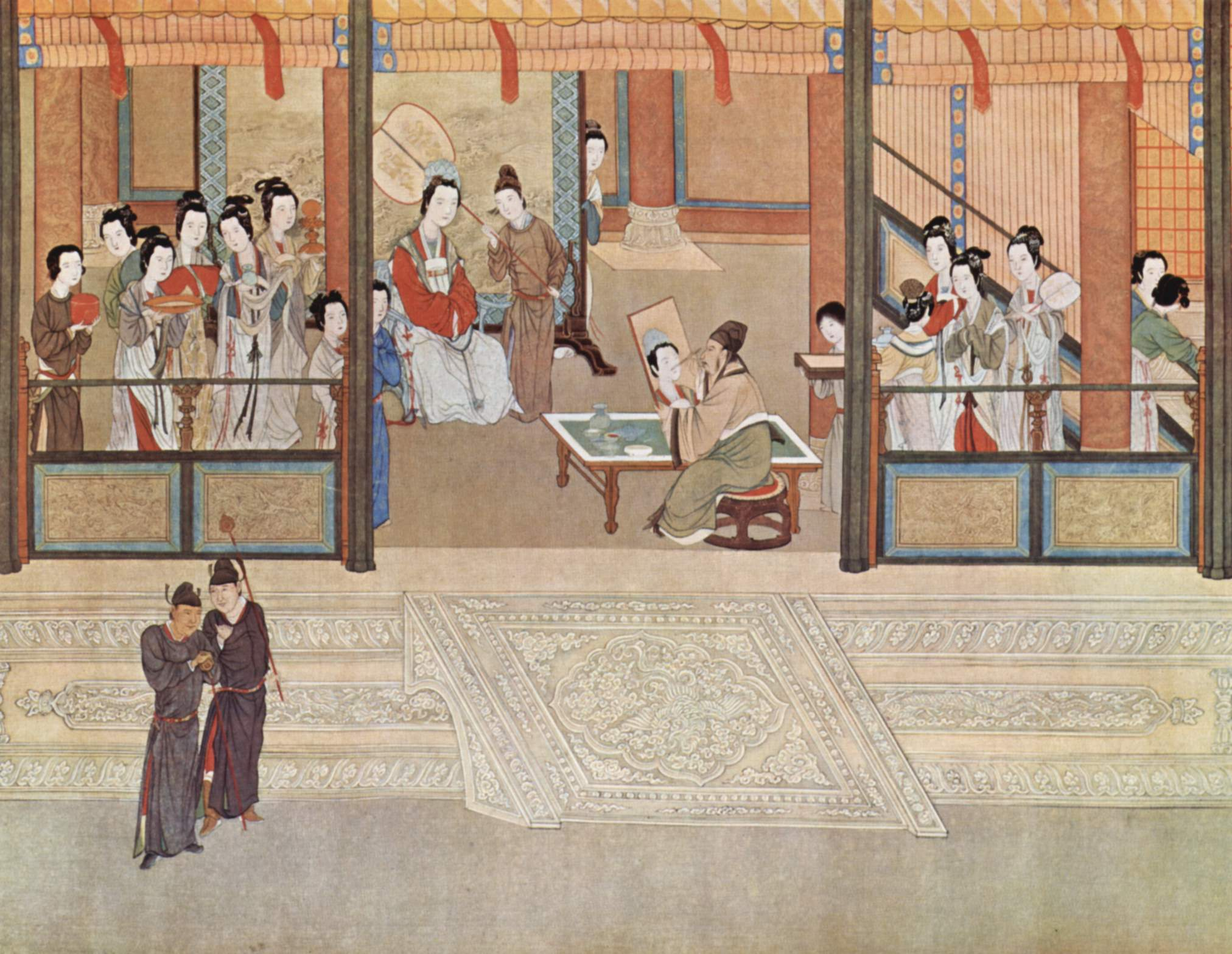
„ Dimineață de Primăvară într-un palat Han”, de Qiu Ying (1494-1552), excesul de bani din vistieria statului a dus la apariția unui lux excesiv și decadență la curte, în perioada Ming-târzie

În ultimii ani ai erei Wanli și a celor doi succesori, o criză economică s-a dezvoltat, care a fost centrată într-o lipsă bruscă și răspândită a mediului de schimb al imperiului: argintul. Filip IV al Spaniei (d. 1621-1665) a început să stopeze contrabanda cu argint din Noua Spanie și Peru, de-a a lungul Pacificului spre China, în favoarea transportului maritim de argint american prin porturile spaniole. În 1639 noul regim Tokugawa din Japonia încetează comerțul său exterior cu puterile europene, tăind astfel o altă sursă de argint pentru China. Aceste evenimente au loc aproximativ în același timp, provocând o explozie dramatică a valorii argintului și au făcut aproape imposibilă plata impozitelor de către cele mai multe provincii. Oamenii au început să stocheza prețiosul argint, de moment ce acesta era din ce în ce mai puțin, forțând raportul dintre valoarea cuprului fața de argint într-un declin abrupt. În anii 1630 un șir de o mie de monede de cupru era egal cu 28 - 35 de grame de argint, prin 1640 acest raport se reducea la jumătate, iar în 1643 la doar o treime.
Pentru țărani acest lucru a însemnat un dezastru economic, deoarece impozitele erau plătite în argint, în timp ce comerțul local și vânzarea culturilor agrare se facea în cupru.
Foametea a devenit obișnuită în nordul Chinei, în secolul al XVI-lea, din cauza vremii neobișnuit de uscate și reci, care a scurtat sezonul de creștere al culturilor - efectele unui eveniment ecologic mai mare, acum cunoscut sub numele de Mica eră glaciară. Foametea, alături de creșterea taxelor, dezertări militare pe scară largă, un sistem de întrajutorare guvernamentală în scădere și a dezastrelor naturale, cum ar fi inundațiile și incapacitatea guvernului de a gestiona proiectele de irigare și de control în mod corespunzător al inundațiilor, au provocat pierderi pe scară largă de vieți omenești. Guvernul central, lipsit de resurse, a putut face foarte puțin pentru a atenua efectele acestor calamități. Pentru a face lucrurile și mai rele, o epidemie pe scară largă s-a răspândit în China, de la Zhejiang la Henan, ucigând un număr necunoscut, dar mare, de oameni. Cel mai mortal cutremur din toate timpurile, cutremurul Shaanxi din 1556, a avut loc în timpul domniei Jiajing, omorând aproximativ 830.000 oameni.

#### Ascensiunea manciurienilor

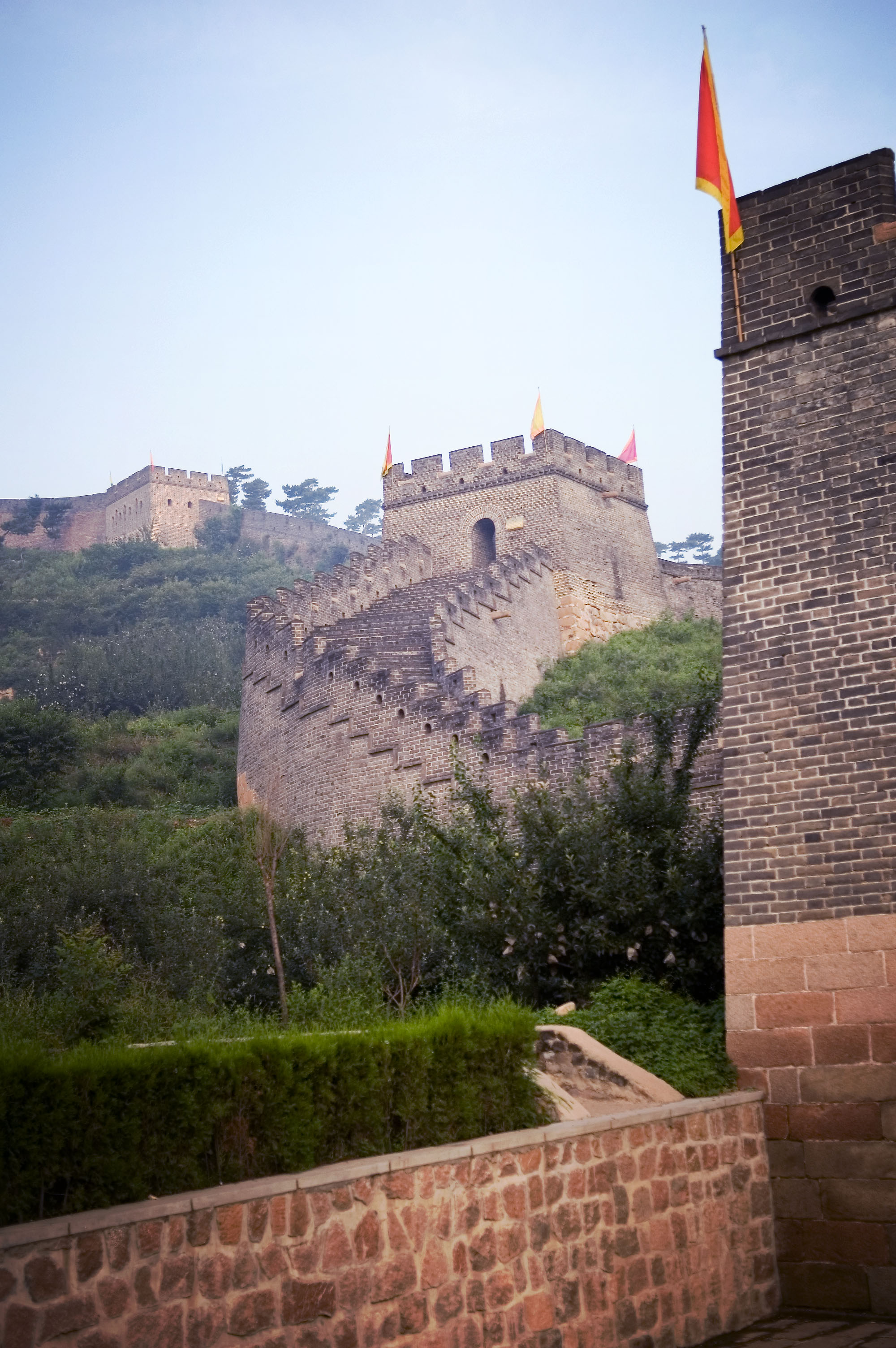
Trecătoarea Shanhai (Shanhaiguan), de-a lungul Marelui Zid, poarta de unde manciurieni au fost respinși în mod repetat, înainte de a fi lăsați în cele din urmă, să treacă, de către Wu Sangui, în 1644.

Un lider tribal Jurchen, numit Nurhaci (d. 1616-1626), începând cu doar un trib restrâns, a câștigat rapid controlul asupra tuturor triburilor manciuriene. În timpul invaziei japoneze din Coreea în 1590, el s-a oferit să conducă triburile sale în sprijinul Mingului și a armatei Joseonului. Această ofertă a fost însă refuzată, dar el a fost înobilat cu titluri onorifice de către Ming, pentru gestul său. Cunoscând slăbiciunea de autoritate a dinastiei Ming, la nord de propria frontieră, el a unit toate triburile nordice adiacente, consolidându-și puterea în regiunea înconjurătoare a patrie lui, precum  Dinastia Jin jurchenă (1115–1234) făcuse în trecut.  În 1610  a rupt relațiile cu guvernul Ming, iar în 1618  a cerut ca Mingului să-i plătească tribut, ca despăgubire pentru cele „Șapte Plângeri”, pe care le-a  documentat și le-a trimis la curtea Ming. Acest lucru a fost, efectiv, o declarație de război, doar Ming nu avea cum sa plătească tribut unui fost stat tributar.
În 1636, fiul lui Nurhaci, Huang Taiji, a redenumit dinastia de la „Jin Târzie” la „Marele Qing”, în orașul Shenyang, care a fost cucerit de armata Qing în 1621, și a fost făcut capitală în 1625. Huang Taiji, de asemenea, a adoptat titlu imperial chinez Huangdi (Împărat), adoptând numele de eră Chongde („Virtutea Venerată”) și a schimbat numele etnic al poporului său din „jurcheni” în „manciurieni”. În 1638 manciurienii au învins și cucerit Joseonul, un stat aliat tradițional și loial Mingului, cu o armată de 100.000 de soldați. La scurt timp după aceea coreenii au renunțat la loialitatea lor perseverentă față de Ming.

#### Rebeliune, invazie, colaps
Un soldat țăran pe nume Li Zicheng s-a revoltat, împreună cu acoliții săi soldați, în  vestul Shaanxiului, la începutul anilor 1630, după ce guvernul Ming nu a reușit să expedieze proviziile atât de necesare acolo. În 1634 el a fost capturat de către un general Ming, dar a fost eliberat cu condiția că va reveni la serviciul militar. Acordul a fost rupt curând, atunci când un magistrat local a executat treizeci și șase de camarazi ai săi, rebeli. Trupele lui Li s-au răzbunat prin uciderea funcționarilor guvernamentali și el a continuat să conducă rebeliunea, avand cartierul general în Rongyang, în provincia centrala Henan până în 1635. Până în 1640, un fost soldat și rival al lui Li – Zhang Xianzhong (1606-1647), a creat o bază solidă de rebeli în Chengdu, Sichuan, în timp ce centrul de putere al lui Li a fost în Hubei cu influența extinsă asupra provinciilor Shaanxi și Henan.
În 1640, masele de țărani chinezi, care sufereau de foamete, în imposibilitatea de a-și plăti taxele și nemai fiindu-le teamă de armata chineză, tot mai învinsă în conflicte, au început să se formeze în bande mari de rebeli. Armata chineză, prinsă între eforturile inutile pentru a învinge raidurile  manciuriene din nord și revoltele țărănești uriașe în provincii, în esență, s-a destrămat. Neplătită și înfometată, armata a fost învinsă de Li Zicheng - acum autointitulatul Prințul Shun - și a părăsit capitala, fără prea multă luptă. La data de 26 mai 1644, Beijing-ul a cazut în mâinile armatei rebele conduse de Li Zicheng, când porțile orașului au fost, în mod perfid, deschise din interior. În timpul crizei, ultimul împărat Ming s-a spânzurat de un copac din grădina imperială, din afara Orașului Interzis.
Profitând de oportunitate, manciurienii au trecut Marele Zid Chinezesc, după ce generalul Ming, de frontieră,  Wu Sangui (1612-1678) a deschis portile Trecătoarei Shanhai. Acest lucru a avut loc la scurt timp după ce a aflat despre soarta capitalei și despre faptul că o armată a lui Li Zicheng marșăluia spre el, cântărind opțiunile sale de alianță, el a decis să treacă de partea manciurienilor. Armata manciurienilor, sub comanda Prințului Dorgon (1612 - 1650) și Wu Sangui, s-au apropiat de Beijing, după ce armata trimisă de Li a fost distrusă la Shanhaiguan; armata Prințului Shun a fugit din capitală pe 4 iunie. La 6 iunie, manciurienii și Wu au intrat în capitală și au proclamat tânărul Shunzhi drept conducătorul (împăratul) Chinei. După ce a fost forțat să iasă din Xi'an de către manciurieni, urmărit de-a lungul râului Han până la Wuchang, și în cele din urmă de-a lungul frontierei de nord a provinciei Jiangxi, Li Zicheng moare în acel loc, în vara anului 1645, punând astfel capăt Dinastiei Shun. Un raport spune că moartea lui a fost o sinucidere, altele spun că a fost bătut până la moarte de către țărani după ce a fost prins furând mâncarea lor.
Rămășițe împrăștiate ale Mingului au rezistat după 1644, inclusiv teritoriile controlate de catre Koxinga (Zheng Chenggong) în Taiwan (Formosa). În ciuda pierderii Beijingului și moartea împăratului, puterea Ming nu a fost în nici un caz distrusă în totalitate. Nanjing, Fujian, Guangdong, Shanxi, și Yunnan au fost toate bastioane de rezistentă Ming. Cu toate acestea, au existat mai mulți  pretendenti la tronul Ming, și forțele lor au fost împărțite. Fiecare bastion al rezistenței a fost învins, în mod individual, de către Qing până în 1662, când ultimele speranțe reale de o renaștere Mingului au murit odată cu Împăratul Mingului de Sud, Yongli, Zhu Youlang. În ciuda înfrângerii Mingului, mișcările monarhiste mai mici au continuat până la proclamarea Republicii Chineze în 1912.

## Împărații Dinastiei Ming

### Listă
*Apăsați „arată” pentru extinderea tabelului, sau „ascunde”, pentru ascunderea sa
| Numele după care este cel mai cunoscut | Portretul | Anii de domnie          | Numele de naștere    | Numele Domniei/Erei             | Numele Postum1 (short form) | Numele de la Templu1          |
| --- | --------- | ----------------------- | -------------------- | ------------------------------- | --------------------------- | ----------------------------- |
| Împăratul Hongwu |           | 1368–1398               | Zhū Yuánzhāng 朱元璋 | Hóngwǔ 洪武                     | Gāodì 高帝                  | Tàizǔ 太祖                    |
| Împăratul Jianwen |           | 1398–1402               | Zhū Yǔnwén 朱允炆    | Jiànwén 建文                    | Rangdì 讓帝                 | Huizong 惠宗                  |
| Împăratul Yongle |           | 1402–1424               | Zhū Dì 朱棣          | Yǒnglè 永樂                     | Wéndì 文帝                  | Tàizōng 太宗 și Chéngzǔ 成祖2 |
| Împăratul Hongxi |           | 1424–1425               | Zhū Gāochì 朱高熾    | Hóngxī 洪熙                     | Zhāodì 昭帝                 | Rénzōng 仁宗                  |
| Împăratul Xuande |           | 1425–1435               | Zhū Zhānjī 朱瞻基    | Xuāndé 宣德                     | Zhāngdì 章帝                | Xuānzōng 宣宗                 |
| Împăratul Zhengtong |           | 1435–14493 și 1457–1464 | Zhū Qízhèn 朱祁鎮    | Zhèngtǒng 正統 și Tiānshùn 天順 | Ruìdì 睿帝                  | Yīngzōng 英宗                 |
| Împăratul Jingtai |           | 1449–1457               | Zhū Qíyù 朱祁鈺      | Jǐngtài 景泰                    | Jǐngdì 景帝                 | Dàizōng 代宗                  |
| Împăratul Chenghua |           | 1464–1487               | Zhū Jiànshēn 朱見深  | Chénghuà 成化                   | Chúndì 純帝                 | Xiànzōng 憲宗                 |
| Împăratul Hongzhi |           | 1487–1505               | Zhū Yòutáng 朱祐樘   | Hóngzhì 弘治                    | Jìngdì 敬帝                 | Xiàozōng 孝宗                 |
| Împăratul Zhengde |           | 1505–1521               | Zhū Hòuzhào 朱厚照   | Zhèngdé 正德                    | Yìdì 毅帝                   | Wǔzōng 武宗                   |
| Împăratul Jiajing |           | 1521–1567               | Zhū Hòucōng 朱厚熜   | Jiājìng 嘉靖                    | Sùdì 肅帝                   | Shìzōng 世宗                  |
| Împăratul Longqing |           | 1567–1572               | Zhū Zǎihòu 朱載垕    | Lóngqìng 隆慶                   | Zhuāngdì 莊帝               | Mùzōng 穆宗                   |
| Împăratul Wanli |           | 1572–1620               | Zhū Yìjūn 朱翊鈞     | Wànlì 萬曆                      | Xiǎndì 顯帝                 | Shénzōng 神宗                 |
| Împăratul Taichang |           | 1620                    | Zhū Chángluò 朱常洛  | Tàichāng 泰昌                   | Zhēndì 貞帝                 | Guāngzōng 光宗                |
| Împăratul Tianqi |           | 1620–1627               | Zhū Yóujiào 朱由校   | Tiānqǐ 天啟                     | Zhédì 悊帝                  | Xīzōng 熹宗                   |
| Împăratul Chongzhen |           | 1627–1644               | Zhū Yóujiǎn 朱由檢   | Chóngzhēn 崇禎                  | Lièdi 烈帝                  | Sīzōng 思宗                   |
| 1 Aceleași Numele postume și de la Templu au fost adesea împărțite de împărați din diferite dinastii, acestea sunt de obicei precedate de numele dinastic, în acest caz, Ming, pentru a evita confuzia. De exemplu, Împăratul Hongwu este frecvent menționat ca Ming Taizu. |           |                         |                      |                                 |                             |                               |
| 2 Împăratul Yongle a asumat tronul de la nepotul său, Împăratul Jianwen, care a murit într-un incendiu de palat. Împăratul Yongle sters înregistrarea domniei nepotului lui și nu s-a dat niciun nume de templu. |           |                         |                      |                                 |                             |                               |
| 3 După ce a ascultat sfatul greșit al consilierilor săi, Împăratul Zhengtong a condus personal o campanie în 1449 împotriva mongolilor și a fost capturat. Fratele său, Împăratul Jingtai, a preluat tronul și, nemaifiind un ostatic de valoare, mongolii l-au eliberat pe Împăratul Zhengtong, care s-a întors în Ming, trăind în izolare. Cu toate acestea, Împăratul Zhengtong și-a putut revendica poziția, la moartea fratelui său, alegând ca Tianshun Numele de Domnie. |           |                         |                      |                                 |                             |                               |

## Guvernul

### Provincia, prefectura, subprefectura, comitatul

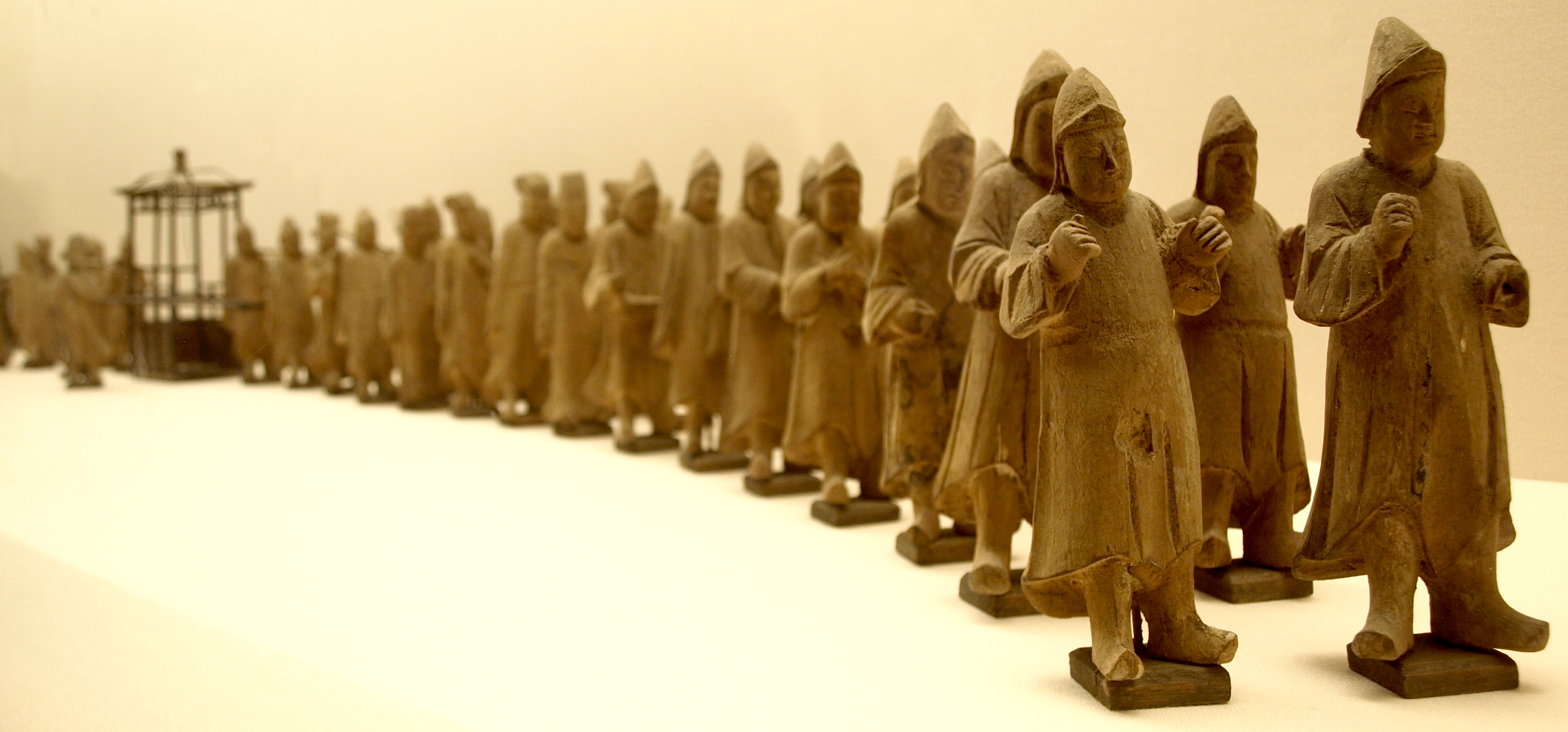
Procesiune de figurine din mormântul din Shanghai al lui Pan Yongzheng, un oficial al dinastiei Ming care a trait in secolul al XVI

Împărații Ming au preluat sistemul de administrare provincială al dinastiei Yuan, iar cele treisprezece provincii Ming sunt precursoarele provinciilor moderne. De-a lungul dinastiei Song, cea mai mare diviziunea politică a fost Districtul Judecătoresc (lu路). Cu toate acestea, după invazia jurchenilor din 1127, curtea imperială Song a stabilit patru sisteme regionale semi-autonome de control, bazate pe unități teritoriale și militare, cu un secretariat de serviciu detașat, care vor deveni administrațiile provinciale, ale dinastiilor Yuan, Ming și Qing. Copiat dupa modelul Yuan, birocrația provincială Ming conținea trei comisii: una civilă, una militară, și una de supraveghere. Sub nivelul de provincie (sheng省) au fost prefecturile (fu府) funcționând sub un prefect (Zhifu知府), urmate de subprefecturi (Zhou州) sub un subprefect. Cea mai mică unitate a fost cea de comitat (Xian县), supravegheată de un magistrat. În afară de provincii, au existat, două zone mari,  care nu aparțineau provinciilor, ci erau zonele metropolitane (Jing亰), anexate  Nanjingului  și Beijingului.

### Instituții și Departamente

#### Tendințele instituționale

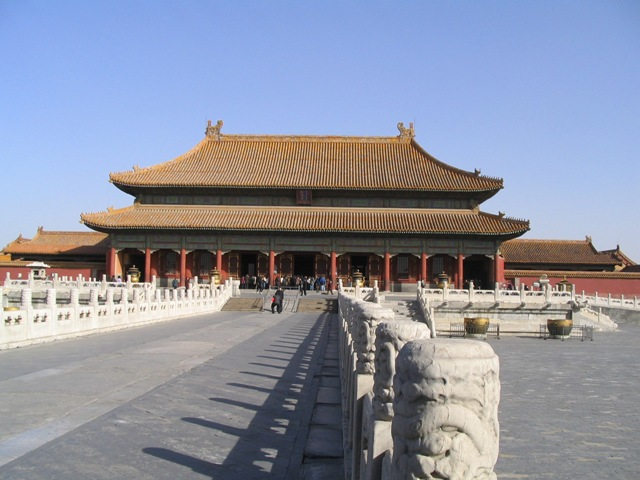
Orașul Interzis, gospodăria imperială oficială al dinastiilor Ming și Qing din 1420 până în 1924, când republicanii l-au evacuat pe Puyi din Curtea Interioară.

Pornind de la sistemul administrativ central, principal, în general, cunoscut sub numele de sistemul de Trei Departamentele și Șase Ministere, care a fost instituit de către diferite dinastii, începând de la sfârșitul dinastiei Han (202 î.Hr. - 220 CE), administrația Ming a avut doar un singur departament, Secretariatul, care a controlat cele șase ministere. În urma executării cancelarului Hu Weiyong în 1380, Împăratul Hongwu a abolit Secretariatul, Cenzoratul, și Comisia Militară Principală și a preluat personal conducerea celor șase ministere și a celor „Cinci comisii militare regionale”. Astfel, un întreg nivel al administrației a fost eliminat și parțial reconstruit  de către împarații succesori. Marele Secretariat, la început o instituție de secretariat, care asista împăratul cu administrația birocratică, a fost înființat, dar fără a angaja consilieri importanți, sau un prim-cancelar. Ministerele, conduse de către un ministru și cârmuite de către directori, au rămas sub controlul direct al împăratului, până la sfârșitul dinastiei Ming.
Împăratul Hongwu l-a trimis pe moștenitorul său aparent la Shaanxi în 1391 la  o „vizită și calmare” (xunfu) a regiunii; în 1421 Împăratul Yongle a comandat unor 26 de funcționari să călătorească prin imperiu cu atribuții, similare, de investigare și patrimoniale. Prin 1430 aceste misiuni, xunfu, au devenit instituționalizate. Prin urmare, Cenzoratul a fost reînființat și angajându-se Cenzori de inverstigații, iar mai târziu, Cenzori Șefi. Până în 1453, „marii coordonatorii” sau „călătorii pacificatori”, așa cum notează Michael Chang, au primit titluri de Cenzori-Șefi  sau Cenzori-Șefi Asistenți și au primit un acces direct la împărat. Precum și în dinastii anterioare, administrațiile provinciale au fost monitorizate de către un inspector care călătoresc de la Cenzorat. Cenzorii au avut puterea de a suspenda funcționarii în mod neregulat, spre deosebire de oficialii de rang înalt, care faceau suspendări numai în urma evaluărilor  trienale ale funcționarilor de rang inferior.
Deși descentralizarea puterii de stat, în provincii, a avut loc la începutul Dinastiei Ming, tendința de a trimite funcționarii guvernului central, în provincii, ca guvernatorii provinciali, a început în 1420. Spre sfârșitul dinastiei Ming, au existat oficiali ai guvernului central, delegați la două sau mai multe provincii, în calitate de comandanți  supremi și viceregi, un sistem care va struni puterea și influența armatei de către unitatea civilă.

#### Marele Secretariat și cele Șase Ministere

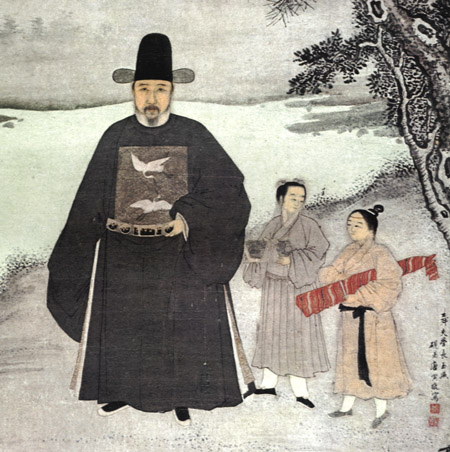
Un portret al lui Jiang Shunfu, un oficial sub domnia Hongzhi, acum în Muzeul Nanjing. Cei doi cocori de pe piept sunt o Insignă de Rang, indicând faptul că el a fost un funcționar civil de prim rang.

Instituțiile guvernamentale din China s-au conformat unui tipar  similar pentru aproximativ două mii de ani, dar fiecare dinastie a înființat funcții și birouri speciale, care să reflecte propriile interese particulare. Administrația Ming i-a  avut pe Marii Secretari pentru a-l asista pe  împărat, cu documente gestionate  de către aceștia, sub domnia Yongle,  și în cele din urmă numiți în calitate de înalți funcționari ai agențiilor și Mari Preceptori, un rang de top, un serviciu public nefuncțional, sub conducerea Împăratului Hongxi (1424-1425). Marele Secretariat și-a atras membrii săi de la Academia Hanlin și au fost considerați ca parte din autoritatea imperială, nu cea ministerială (prin urmare, fiind în contradicție (uneori) atât cu împăratul cât și cu miniștrii). Secretariatul a fost o agenție de coordonare, în timp ce cele șase ministere: Ministerul Personalului, Veniturilor, Riturilor, Războiului, Justiției, și Lucrărilor Publice au fost organele administrative directe ale statului. Ministerul Personalului a fost responsabil de numirile funcționarilor, evaluări,  promovări, și retrogradări, precum și acordarea de titluri onorifice. Ministerul de Venituri a fost responsabil de colectarea datelor de recensământ, colectarea impozitelor, și de gestionarea veniturilor statului, în timp ce au existat două birouri monetare care au fost subordonate acestuia.  Ministerul Riturilor era responsabil de ceremoniile de stat, ritualurile și aducerea de ofrande; a supravegheat, de asemenea, înregistrarea calugărilor budiști și taoiști și chiar recepția emisarilor din statele tributare. Ministerul de Război a fost responsabil de numirile, promovările și retrogradările ofițerilor militari, întreținerea instalațiilor militare, a echipamentelor  și a armelor, precum și cu sistemul de curierat. Ministerul Justiției a fost responsabil de procesele judiciare și penale, dar nu a avut un rol de supraveghere a Cenzoratului sau a Marii Instanțe de Revizuire. Ministerul Lucrărilor a fost responsabil de proiectele de construcții ale statului, angajarea meșteșugarilor și a lucrătorilor temporari, de fabricarea echipamentelor guvernului, întreținerea de drumuri și canale, standardizarea greutăților de  măsură, și colectarea de resurse din zonele rurale.

#### Birourile și oficiile Gospodăriei Imperiale

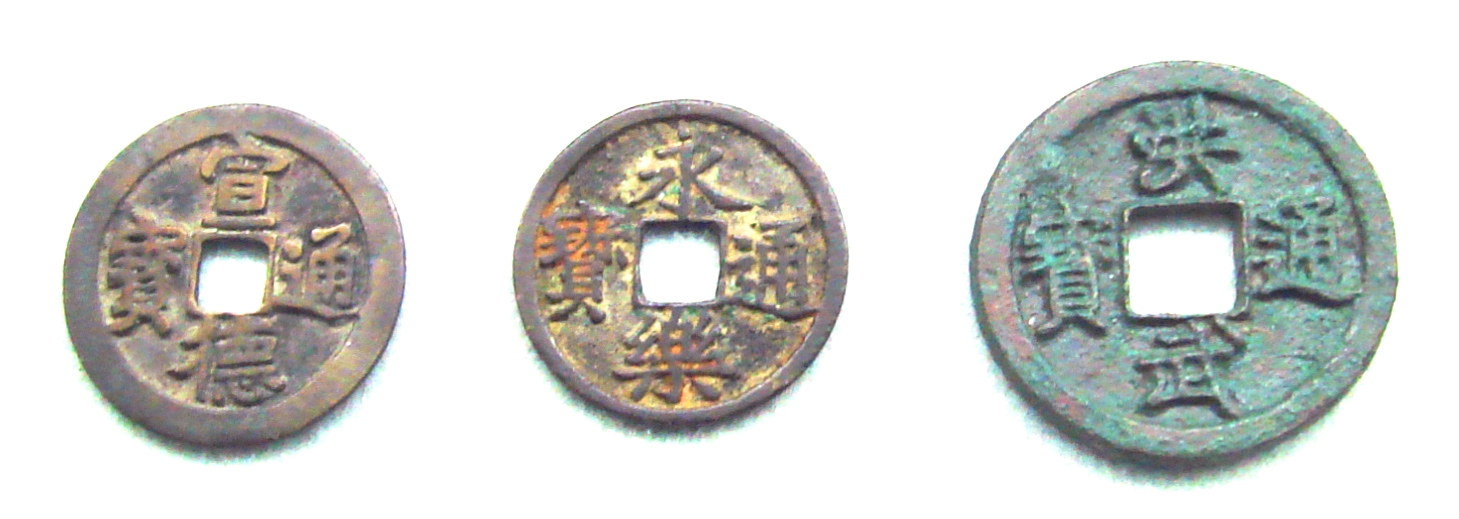
Monede chineze din Dinastia Ming, secolele XIV - XVII

Gospodăria Imperială a fost compusă, aproape în întregime, din eunuci și femei, cu propriile lor Birouri. Doamnele însoțitoare au fost organizate în Biroul de Asistența al Palatului, Biroul de Ceremonii. Biroul de îmbrăcăminte, Biroul de Alimentație, Biroul Dormitorului, Biroul de meserii și Oficiul de Supraveghere al personalului.  Începând din 1420, eunucii au început să preia aceste funcții de la femei, rămânându-le  lor numai Biroul de Îmbrăcăminte, cu cele patru servicii subordonate ale sale. Împăratul Hongwu i-a organizat pe eunuci în cadrul Direcției Insoțitorilor din Palat, dar odata ce putere eunucilor de la curte a crescut, la fel și birourile lor administrative, dezvoltându-se în cele douăsprezece Direcții, patru Oficii  și opt Birouri. Dinastia a avut o vastă Gospodărie Imperială, cu mii de eunuci, care au fost conduși de Direcției Insoțitorilor din Palat. Eunucii au fost împărțite în diferite direcții responsabile de supravegherea personalului, ritualurilor ceremoniale, alimentelor, ustensilelor, documentelor, grajdurilor, sigiliilor, îmbrăcămintei, și așa mai departe. Oficiile  au fost responsabile de furnizarea de combustibil, muzică, hârtie, și băi. Birourile au fost responsabile de arme, orfevrărie, spălarea rufelor, pălării, obiectele din bronz, fabricarea de textile, vinării și grădini. Câteodată eunucul cel mai influent din cadrul Directoratului de Ceremonii  a acționat ca un – de facto – dictator al statului. 
Deși Gospodăria Imperială a avut ca personal, în mare parte, eunuci și doamne de la palat, a existat un birou de serviciu public numit Oficiulul Sigiliului, care a colaborat cu agențiile eunucilor în păstrarea sigiliilor imperiale, salariilor, și a timbrelor. Au fost, de asemenea, oficii  de servicii publice pentru a supraveghea treburile prinților imperiali.

### Personalul

#### Erudiții-Funcționari

Candidații care dădeau examenele serviciului public se îngrămădeau în jurul peretelui unde erau postate rezultatele, detaliu dintr-o pictură pe scrol în cerneală și culoare pe mătase, de Qiu Ying (1494-1552).

După domnia Împăratului Hongwu, care din 1373 până în 1384 a ocupat funcțiile oficiale sau birourile,  cu funcționari recrutați doar prin recomandări, Erudiții-Funcționari care ocupau mai multe trepte ale  birocrației, au fost recrutați prin intermediul unui sistem de examinare riguros, care a fost stabilit, prima dată, de către dinastia Sui (581 - 618). Teoretic sistemul de examene permitea oricui să se alăture rândurilor funcționarilor imperiali (deși se dezaproba particiarea comercianților), în realitate, timpul și fondurile necesare, pentru a sprijini studiul de pregătire pentru examen, în general, a limitat participarea la candidații proveniți  din clasa bogată a deținătorilor de pământ. Cu toate acestea, guvernul stabilea cursul acțiunilor,  la nivel de provincie, în timpul recrutării oficialilor. Acesta a fost un efort de a reduce monopolizarea puterii de către nobilimea deținătoare de pamânt (gentry), care provenea din regiunile cele mai prospere, în care educația era într-un stadiu avansat. Extinderea industriei tipăririi încă din timpul dinastiei Song, a sporit răspândirea cunoștințelor și numărul de potențiali candidați la examen, de-a lungul provinciilor. Pentru tinerii învățăcei au fost tipărite table de înmulțire și abecedare pentru vocabularul elementar; pentru adulți, candidați la examen,  au fost produse, în masă, volume ieftine ale scrierilor clasice confucianiste și răspunsuri la întrebarile de la examene.
Ca și în perioadele anterioare, accentul examenului era pus pe textele clasice confucianiste, în același timp, cea mai mare parte a materialului de testare, s-a centrat pe cele Patru Cărți, scrieri confucianiste selectate de către Zhu Xi, în secolul al XII-lea. Examenele din epoca Ming au fost, probabil, mult mai greu de trecut din anul 1487, când s-a cerut completarea unui „eseu în opt părți”, o abatere de la eseurile bazate pe tendințe literare progresiste. Examenele creșteau în dificultate pe măsura ce candidatul  progresa de la nivelul local, fiindu-i acordate, ca răsplată, titluri corespunzătoare. Oficialii au fost clasificați în nouă clase ierarhice, fiecare grad împărțit în două subgrade, cu salarii (plătiți nominale în piculi de orez), variind în funcție de rangul lor. În timp ce absolvenții provinciali, care au fost numiți în funcție li s-au atribuit imediat posturi de rang scăzut precum absolvenților de comitat, cei care treceau examenul de la palat li se acordau gradul Jinshi („erudit  prezentat”) și asigura un post de rang înalt. În 276 ani de guvernare a dinastiei Ming și nouăzeci de examene de palat, numărul de diplome de absolvire acordate prin trecerea examenelor palatului, au fost de 24.874. Ebrey afirmă că „au existat doar doi la patru mii de Jinshi la un moment dat, sau de unul la 10.000 de barbati adulti. Acest lucru a fost în comparație cu cei 100.000 „shengyuan” („elevi de stat”), cel mai mic nivel al absolvenților, în secolul al XVI-lea.
Mandatul maxim în funcție a fost de nouă ani, dar odată la trei ani funcționarii erau clasificați în funcție de performanțe de către oficialii de rang înalt. În cazul în care aceștia erau încadrați la categoria superioară, atunci erau promovați; în cazul în care clasificare era adecvată, atunci își păstrau rangurile, iar dacă erau clasificați ca inadecvați, atunci erau retrogradați un rang. În cazuri extreme, oficialii erau demiși sau pedepsiți. Doar oficialii de la gradul 4 în sus erau exceptați de la controlul de evaluare, deși se aștepta ca ei să mărturisească orice greșeală ar comite. Au fost peste 4000 de instructori școlari în școlile din comitate si prefecturi, care făceau obiectul unor evaluări la fiecare nouă ani. Instructorul Șef. la nivelul prefecturii. a fost clasificat ca fiind egal cu un absolvent de comitat de gardul doi. 
Supraveghetorul  de Instrucțiuni Imperiale a urmărit  educația moștenitorilor tronului; acest birou a fost condus de un Mare Supervizor de Instrucțiuni, care a fost clasat ca făcând parte din prima clasă - gradul trei.

#### Funcționarii inferiori

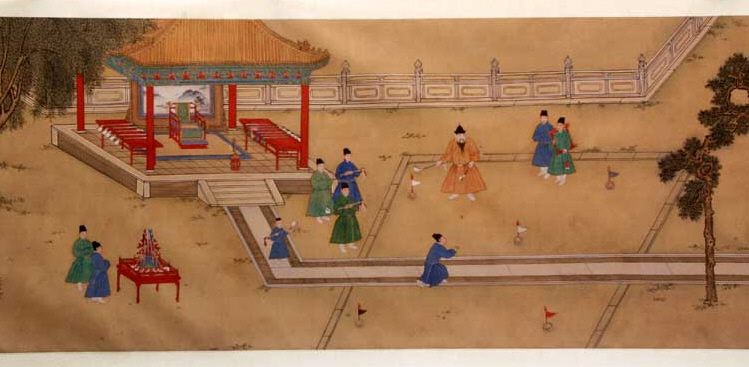
Împăratul Xuande jucând chuiwan (lit. lovirea mingii) cu eunucii săi, un joc similar cu golful, pictură a unui anonim de la curtea erei Xuande (1425-1435)

Erudiții-Funcționari,  care au intrat în serviciul public prin examene, au acționat în calitate de funcționari executivi. față un corp mult mai mare de personal, non-clasat numit Funcționari Inferiori. Ei îi depășeau numeric pe oficiali, cu patru la unu. Charles Hucker estimează că aceștia au fost, probabil, nu mai puțin de 100.000 în tot cuprinsul imperiului. Acești funcționari inferiori aveau atribuții de birou și tehnice în cadrul agențiilor guvernamentale. Cu toate acestea, ei nu ar trebui confundați cu inferiorii lictori, alergători sau carauși. Funcționarilor inferiori li se făceau evaluări de merite periodice, precum oficialilor, și după nouă ani de serviciu puteau fi acceptați într-un serviciu public de rang scăzut. Un mare avantaj al funcționarilor inferiori, față de oficiali, a fost faptul că oficialii erau periodic rotiți și încadrați în diferite posturi regionale și trebuiau să se bazeze pe o bună deservire și cooperare a funcționarilor locali inferiori.

#### Eunuci, prinți și generali

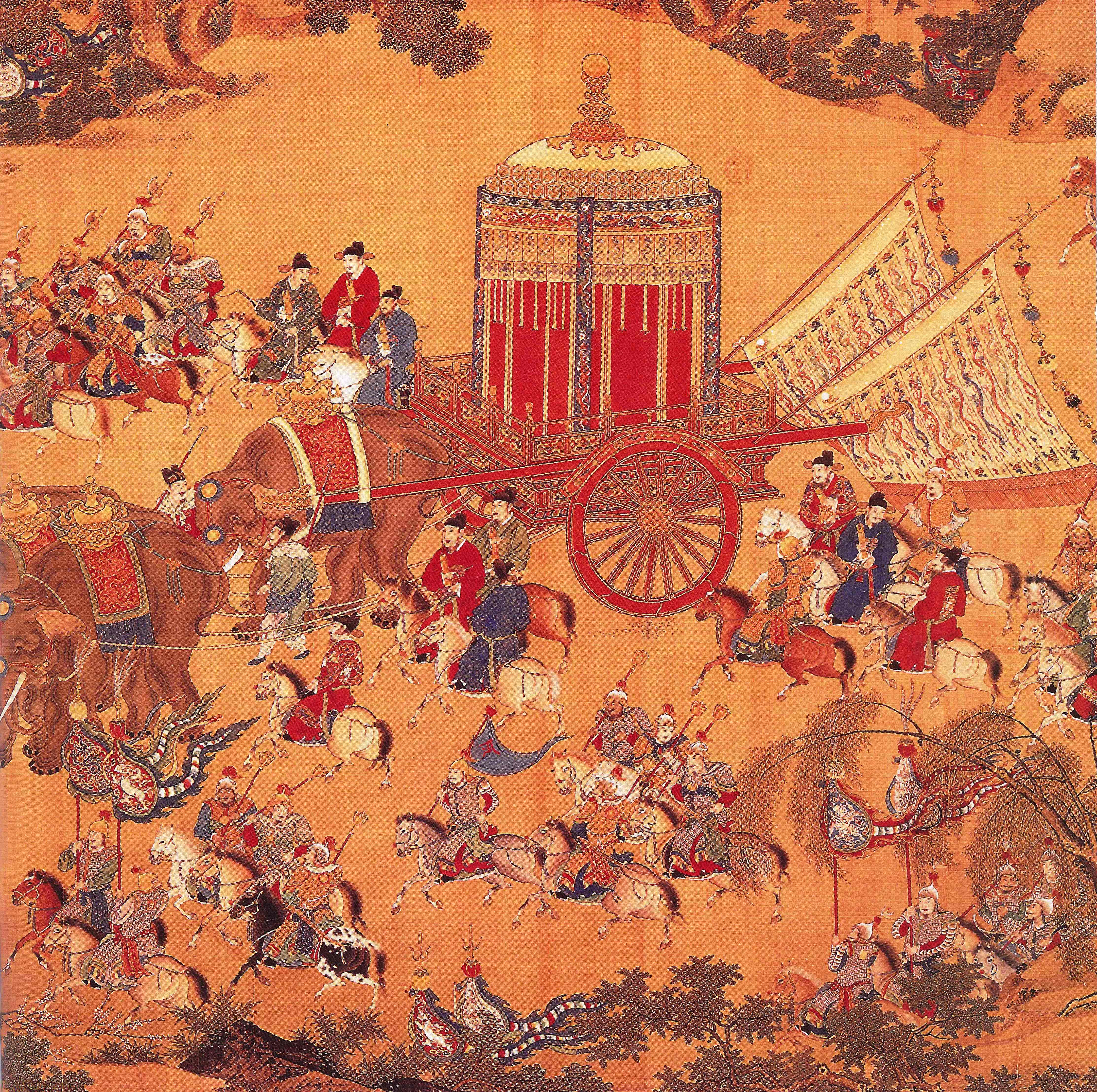
Detaliu din „Apropierea Împăratului” arătând trăsura imperială a erei Wanli fiind trasă de elefanți și escortată de cavalerie (pictura panoramică integrală aici)

Eunucii din timpul dinastiei Ming au câștigat o putere fără precedent asupra afacerilor de stat. Una dintre cele mai eficiente mijloace de control a fost serviciul secret localizat în ceea ce s-a numit „Esplanada de Est” la începutul dinastiei, iar mai târziu Esplanada de Vest. Acest serviciu secret a fost supravegheat de către Direcția de Ceremoniale, prin urmare, acest organ de stat a avut o afiliere totalitară. Eunucii aveau ranguri  echivalente cu rangurile serviciului public, numai că aveau patru clase în loc de nouă.
Descendenții primului împărat Ming au fost numiți „prinți” și li s-au dat comenzi (de obicei nominale) militare, venituri anuale, și mari moșii. Titlul utilizat a fost „rege” (王 wang), dar, spre deosebire de prinții  din dinastiile Han și Jin, aceste bunuri nu au fost feudale, prinții nu au deservit nicio funcție administrativă, și au participat la conflicte militare doar în timpul domniilor primilor doi împărați. Rebeliunea Prințului de Yan a fost justificată, în parte, de a proteja drepturile prinților, dar, odată ce Împăratul Yongle a fost întronat, el a continuat politica nepotul său de dezarmare a fraților săi și mutarea fiefurilor lor departe de granița de nord militarizată. Deși prinții nu au servit ca organ al administrației de stat, prinții, consorții prințeselor imperiale, și rudele înnobilate  au făcut parte din Curtea Clanului Imperial, care supraveghea genealogia imperială.
Precum Erudiții-Funcționari, generalii militari erau împărțiți în ranguri ierarhice și aveau evaluări de merite la fiecare cinci ani (spre deosebire de trei ani pentru funcționari). Cu toate acestea, ofițerii militari au avut un prestigiu mai mic decât funcționarii. Acest lucru a fost din cauza serviciului lor ereditar (în loc de un sistem meritocratic), dar și datorită valorilor confucianiste,  care dictatu o inferioritate a velor care alegeau o profesia violentă (wu), în detrimentul preocupărilor culturale și de cunoaștere (wen). Deși văzuți ca fiind mai puțin prestigioși,  ofițerii militari nu erau excluși de la examenele serviciului public și după 1478 în armată au avut loc propriile examene pentru testarea capacităților militare. În plus față de preluarea structurii birocratice stabilite în perioada Yuan, împărații Ming au stabilit noi posturi de inspectori militari. În prima jumătate a perioadei dinastiei, oamenii de neam nobil au dominat rândurile superioare ale serviciului militar, această tendință a fost inversată în a doua jumătate a perioadei dinastiei, când oamenii cu origini mai umile i-au inlocuit.

## Societate și cultură

### Literatură și arte

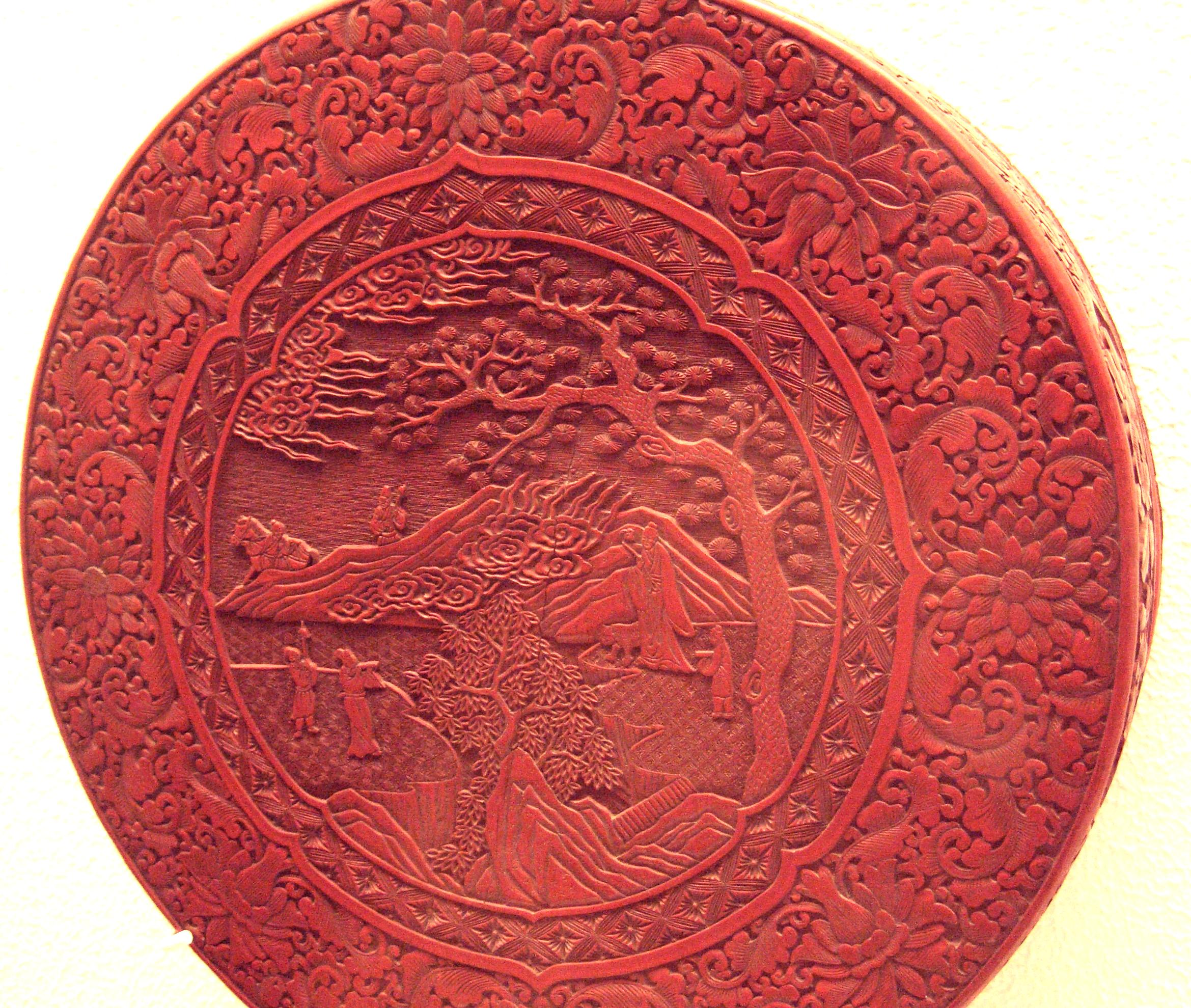
O cutie de lac de culoare roșie, din dinastia Ming, cu o complexă sculptură de persoane din mediul rural, înconjurați de o margine florală.

Dinastiei Ming a văzut o literatură înfloritoare, pictură, poezie, muzică și operă chineză de diferite tipuri, mai ales în valea comercială și prosperă (din aval) a fluviului Yangtze.
Deși ficțiunile scurte erau populare încă din timpul dinastiei Tang (618-907), și lucrările autorilor contemporani, cum ar fi Xu Guangqi, Xu Xiake și Song Yingxing au fost de multe ori tehnice și enciclopedice, dezvoltarea literară cea mai izbitoare a fost cea a romanului autohton. În timp ce elita nobiliara a deținatorilor de pământ au fost educați, suficient pentru a înțelege pe deplin limba chineză clasică, cei cu studii rudimentare, cum ar fi femeile din familii educate, comercianții și funcționarii magazinelor, au devenit un public cu un mare potențial pentru literatură și arta spectacolului, care folosea chineza vernaculară. Învățații literați au editat sau dezvoltat în formă matură romane importante din China, în această perioadă, cum ar fi „Osândiții mlastinilor”, „Pe malul apei”  și „Călătorie spre soare-apune”. Jin Ping Mei publicat în 1610, a încorporat materiale anteriore, marcând tendința de compoziție independentă și preocuparea pentru psihologie. În ultimii ani ai dinastiei, Feng Menglong și Ling Mengchu au inovat ficțiunea scurtă vernaculară. Script-uri de teatru au fost la fel de imaginative. Cel mai renumit, Pavilionul Bujorului, a fost scris de Tang Xianzu (1550-1616), cu primul spectacol la Pavilionul Prințului Teng în 1598.

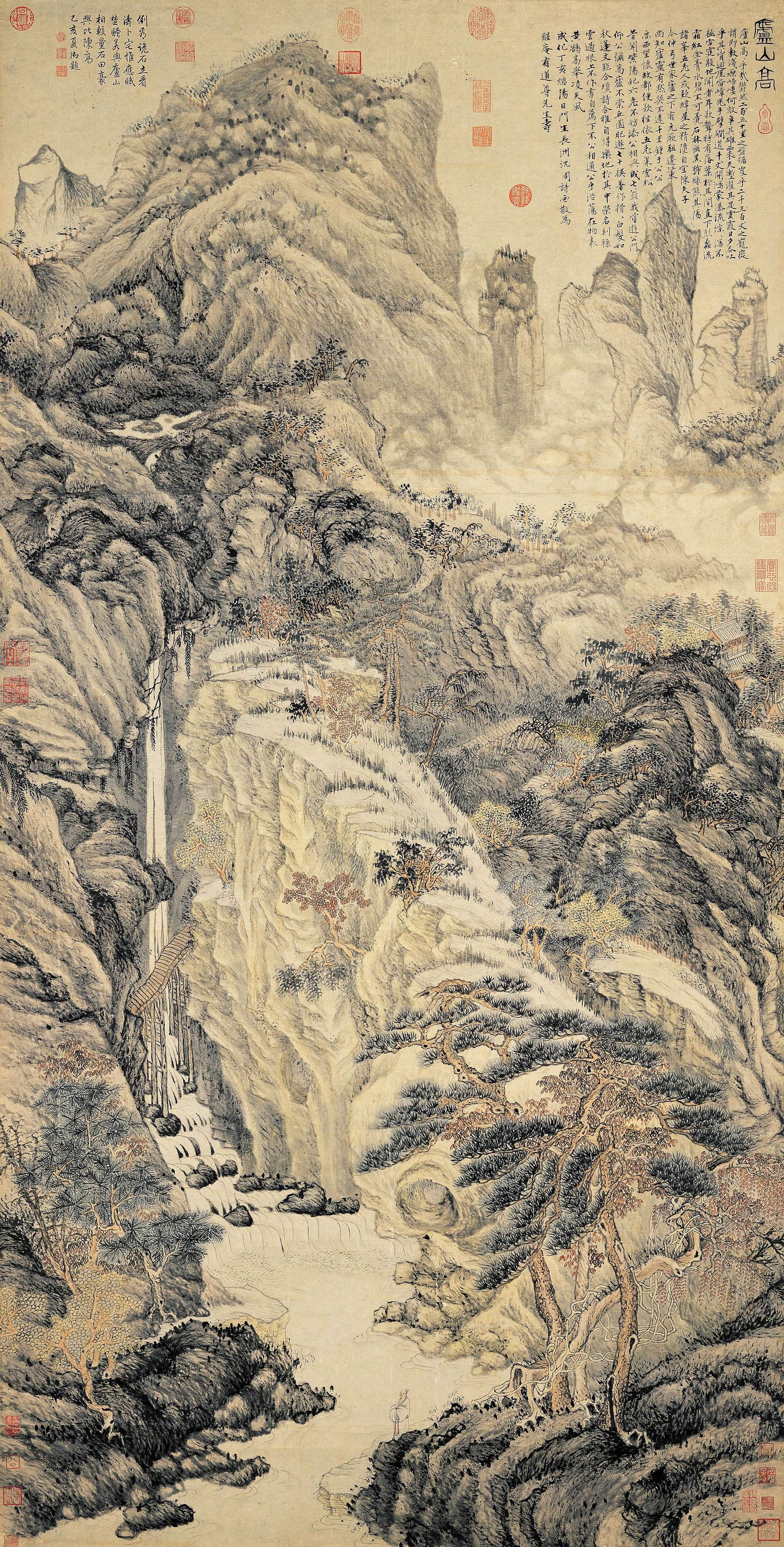
Mărețul Munte Lu, de Shen Zhou, 1467.

Eseul informal și jurnalele de călătorie au fost un alt punct culminant. Xu Xiake (1587-1641), un autor  de literatură de călătorie, a publicat  jurnalele sale de călătorie, scriind  în 404.000 caractere,  informații cu privire la orice de la geografie locală la  mineralogie. Prima referire la publicarea privată de presă din Beijing a fost în 1582; până în1638 Gazeta de Beijing a trecut de la utilizarea xilogravurii la printarea de tip mobil. Noul domeniul literar al ghidului moral al eticii în afaceri, a fost dezvoltat în timpul perioadei Ming târzie, pentru cititori din clasa negustorilor.
Spre deosebire de Xu Xiake, care s-a axat pe aspectele tehnice, în literatura lui de călătorie, poetul chinez și funcționar Yuan Hongdao (1568-1610) a utilizat literatura de călătorie pentru a exprima dorințele sale pentru individualism, precum și autonomie și frustrare față de politica confucianistă de la curte. Yuan dorit să se desprindă de compromisurile etice care au fost inseparabile de cariera unui erudit-fucționar. Acest sentiment anti – politic  în literatura de călătorie și poezia lui Yuan, a fost de fapt o urmare, în tradiție, a poetului și funcționarului Su Shi (1037-1101) al dinastiei Song. Yuan Hongdao și cei doi frați ai săi, Yuan Zongdao (1560-1600) și Yuan Zhongdao (1570-1623), au fost fondatorii Școlii Gong'an de litere. Această școală extrem de individualistă de poezie și proză a fost criticată de către gândirea confucianistă pentru asocierea sa cu un intens lirism senzual, care, de asemenea, s-a evidențiat în romanele vernaculare Ming, cum ar fi Jin Ping Mei. Erudiții-Funcționari și mica nobilime au fost atrași de noua literatură populară romantică, căutând curtezane ca suflete pereche, pentru a reconstitui poveștile de dragoste eroice, pe care căsătoriile arânjate, de multe ori, nu le puteau oferi sau cuprinde.

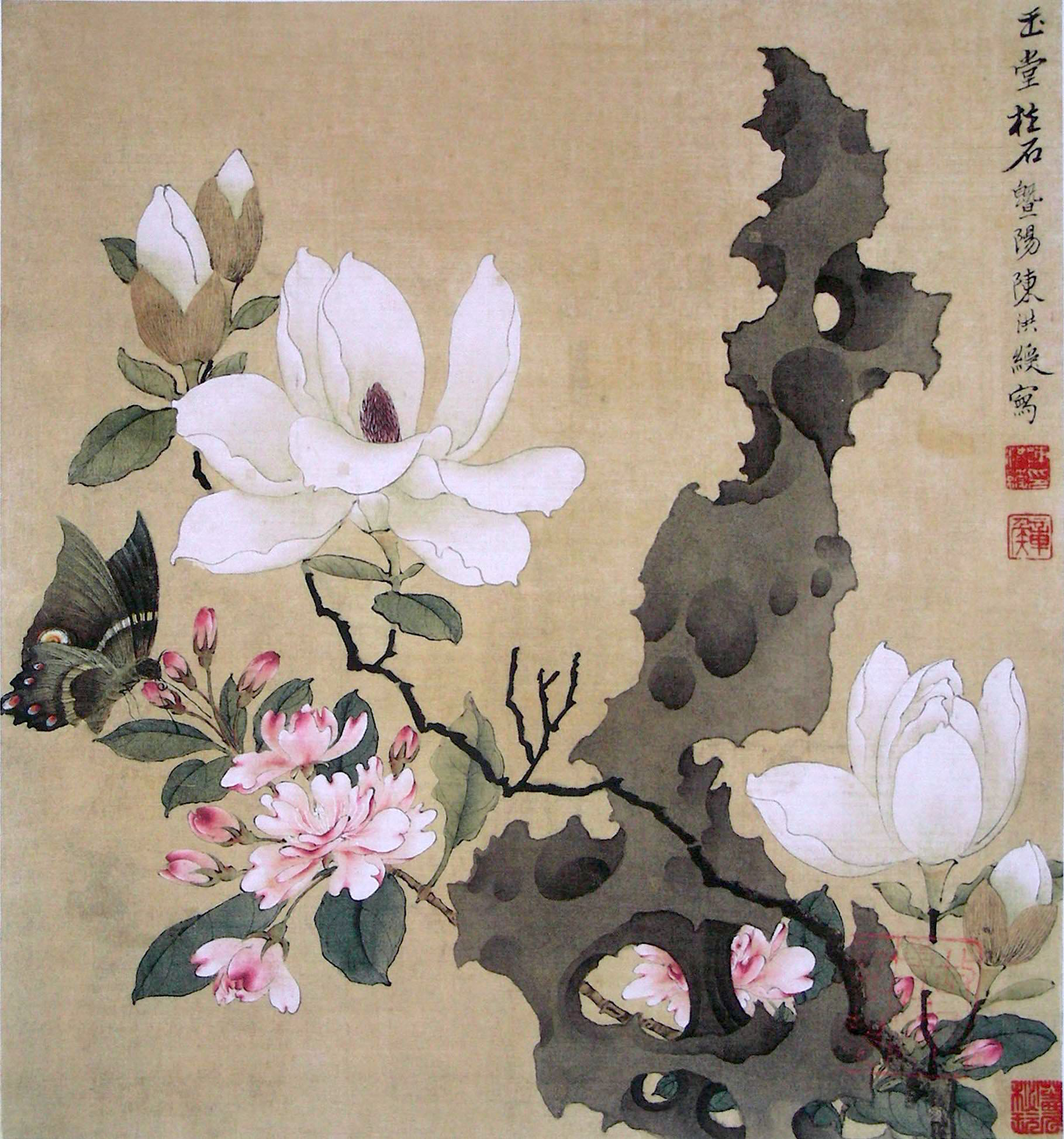
Pictură de flori, fluture, și pietre sculpturale de Chen Hongshou (1598-1652); mici picturi de frunze, ca aceasta, au devenit populare în timpul dinastiei Song Dinasitiei Song.

Pictori celebri au fost, printre alții, Ni Zan și Dong Qichang, precum și cei Patru Maeștri ai Dinastiei Ming (Shen Zhou, Tang Yin, Wen Zhengming, Qiu Ying). Ei au creat folosind tehnici, stiluri, și complexitatea în pictură realizată de către predecesorii lor din dinastiile Song și Yuan, dar de asemenea, au adăugat propriile tehnici și stiluri de pictură. Artiștii Ming bine-cunoscuți puteau trăi doar din pictat, ca urmare a prețurilor ridicate cerute pentru lucrările lor și cererea mare, a oamenilor cultivați, de a colecționa prețioasele opere de artă. Artistul Qiu Ying a fost odată plătit cu 2.8 kg (100 uncii) de argint pentru a picta un sul lung pentru a celebrarea a optzecea zi de nastere a mamei unui patron bogat. Artiști de renume au adunat de multe ori un anturaj de discipoli, unii fiind amatori care pictau în timp ce urmăreau o carieră oficială iar alții care erau pictori profesioniști.
Perioada a fost, de asemenea, renumită pentru ceramică și porțelanuri. Cele mai importante centre de producție pentru porțelanuri au fost cuptoarele imperiale de la Jingdezhen din provincia Jiangxi și Dehua în provincia Fujian. Fabricile de porțelan Dehua satisfăcea gusturile europene prin crearea de porțelan pentru export din China, în secolul al XVI-lea. Olarii independenți au devenit, de asemenea, cunoscuți, cum ar fi He Chaozong, care a devenit celebru în secolul al XVII-lea pentru stilul său de sculptură a porțelanului alb. În  „Comerțul cu ceramică în Asia”, Chuimei Ho estimează că aproximativ 16 % din ceramica exportată, a perioadei târzie Ming, a fost trimisă în Europa, în timp ce restul a fost destinată Japoniei și Asiei de Sud-Est.
Modele sculptate lăcuite, sau cele lustruite pe articolele din porțelan,  afișau scene complexe, similare în complexitate cu cele din pictură. Aceste obiecte puteau fi găsite în casele celor bogați, alături de mătăsuri brodate și articole din jad, fildeș sau cloisonné. Casele celor bogați, au fost, de asemenea, mobilate cu mobilier din lemn de trandafir și grilaje storuri. Materialele de scris folosite în studiul privat al unui erudit includeau suporturi pentru pensule, elaborat sculptate în piatră sau lemn, fiind concepute și arânjate într-un mod ritualic, pentru a oferi un aspect estetic.
Cunoscătorii din perioada Ming târzie erau centrați în jurul acestor elemente de un gust artistic rafinat, care a oferit de lucru pentru comercianții de artă și chiar înșelătorilor din industria subterană, care făceau imitații și atribuții false. Iezuitul Matteo Ricci, în perioada în care a locuit în Nanjing, a scris că artiști escroci erau ingenioși în a face falsuri și profituri uriașe. Cu toate acestea, au existat ghiduri pentru a-l ajuta pe noul cunoscator neexperimentat și îngrijorat; Liu Tong (decedat în 1637) a scris o carte, tipărită în 1635, în care a descris cititorilor săi cum să deosebeasca piesele de artă autentice de cele false. El a arătat că un articol din bronz aparținând erei Xuande (d. 1426-1435) ar putea fi autentificată după analizarea luciului; un articol din porțelan din perioada Yongle (1402-1424) ar putea fi considerat autentic dupa grosimea sa.

### Religia

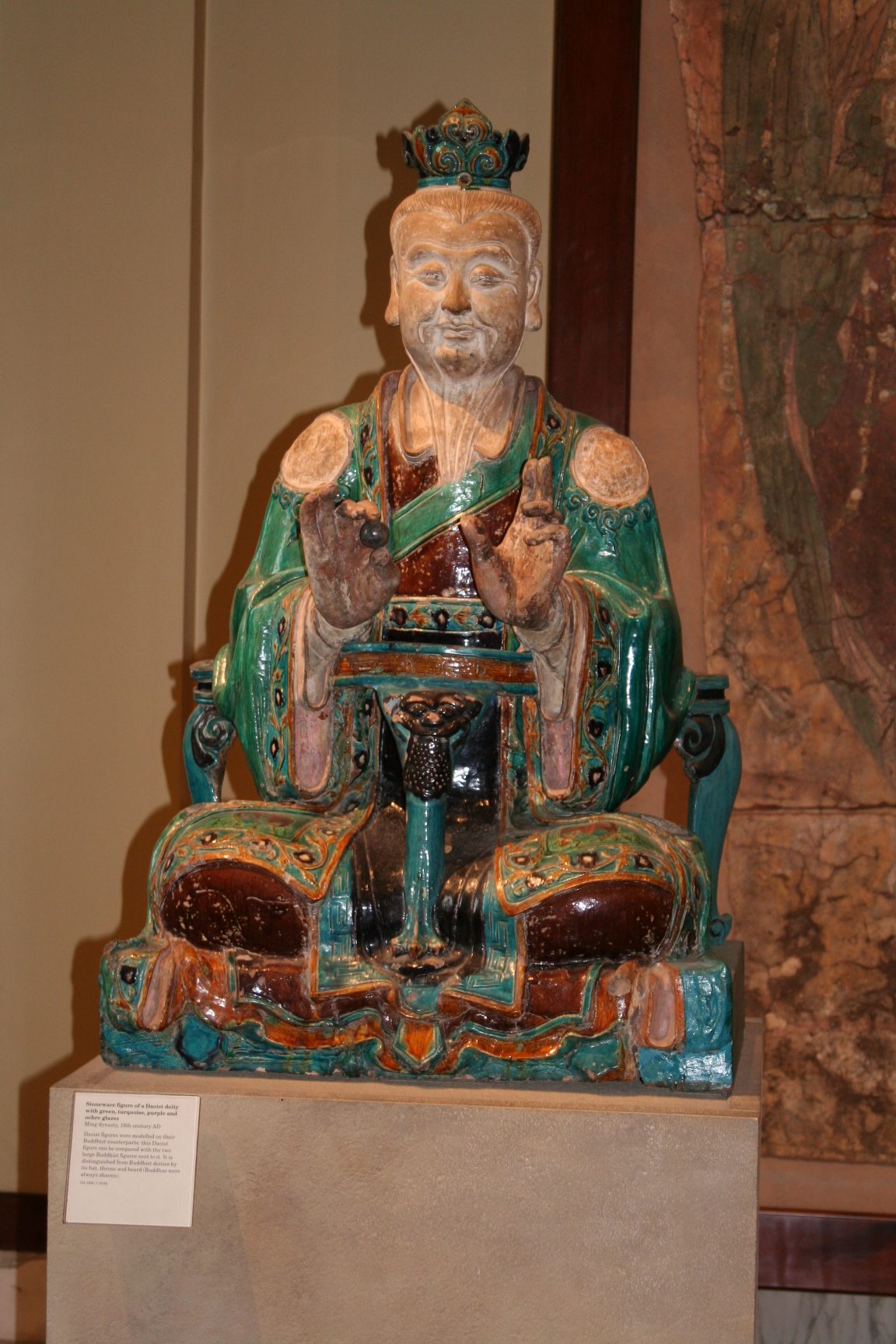
Statuie din ceramică au unei zeități chineze, din epoca Ming, sec. XVI.

Credințele religioase dominante în timpul dinastiei Ming au fost diferitele forme ale Religiei tradiționale chineze și cele Trei Învățături: confucianismul, taoism și budismul. Lama tibetan, susținut de dinastia Yuan, a căzut din grația imperială la începutul Mingului,  împărații favorizând în special taoismul, acordând practicanților săi mai multe poziții în departamentele rituale ale statului. Era Hongwu reduse cultura cosmopolită mongolă a dinastiei Yuan, iar prolificul Prinț de Ning, Zhu Quan chiar a compus o enciclopedie în care ataca budismul, ca un străin „cult al doliului” dăunător pentru stat și o altă enciclopedie care a aderat ulterior la canonul taoist.
Islamul a fost, de asemenea, bine stabilit în întreaga Chină, cu o istorie, despre care se spune, că a început cu Sa`d ibn Abi Waqqas, în timpul dinastiei Tang și sprijinul oficial puternic în timpul dinastiei Yuan. Deși Ming a redus drastic acest suport, au existat mai multe figuri proeminente musulmane de timpuriu, inclusiv generali ai erei Hongwu precum Chang Yuqun, Lan Yu, Ding Dexing, și Mu Ying precum și puternicul eunuc al erei Yongle, Zheng He.
Apariția Mingului a fost inițial devastatoare pentru creștinism: în primul său an, Împăratul Hongwu a declarat misiunile franciscane, vechi de optzeci de ani, heterodoxe și ilegale. Veche de secole, Biserica Nestoriană a dispărut, de asemenea. Perioada târzie Ming a văzut un nou val de creștinism, în special iezuit, misionarii sosiți aduc noile științe și tehnologii din Occident ca argument pentru convertirea chinezilor. Ei au fost educați în limba și cultura chineză la Colegiul Sfântul Paul din Macao, după fondarea sa în 1579. Cel mai influent a fost Matteo Ricci, a cărui Kunyu Wanguo Quantu (Harta Mare a celor zece mii de țări) a imbogățit geografia tradițională în Asia de Est și a cărui operă, care împreună cu convertitul Xu Guangqi, a dus la prima traducere chineză a Elementelor lui Euclid în 1607. Descoperirea stelei nestoriene la Xi'an, în 1625, a permis  creștinismului să fie tratat ca o credință veche și înrădăcinată, mai degrabă decât un cult nou și periculos. 
Cu toate acestea, au existat dezacorduri puternice cu privire la măsura în care convertiții puteau continua să efectueze ritualuri pentru împărat, Confucius, sau strămoșii lor. Ricci a fost foarte înțelegător, dar o încercare a succesorilor săi pentru a renunța la această politică a ritualurilor, a dus la incidentul de la Nanjing din 1616, în care patru iezuiți au fost exilați la Macao și i-a forțat pe ceilalți să iasă din viața publică timp de șase ani. O serie de eșecuri spectaculoase ale astronomilor chinezi, inclusiv nedescoperirea unei eclipse, ușor de calculat de către Xu Guangqi și Sabatino de Ursis – a favorizat o revenire a iezuiților, pentru a se prezenta în calitate de cercetători educați în tiparul confucianist. S-au restaurat averile lor, dar, până la sfârșitul erei Ming, dominicanii au început Controversa Riturilor Chineze la Roma, care va duce în cele din urmă la o interzicere completă a creștinismului în dinastia Qing.
În timpul misiunii sale, Ricci a fost contactat la Beijing, de către unul din cei aproximativ 5.000 de evrei din Kaifeng făcând cunoscută Europei, prezența și istoria lor în China. Cu toate acestea, inundația din 1642, cauzată de către guvernatorul de Kaifeng, a devastat comunitatea, care a pierdut cinci din cele douăsprezece familii, sinagoga, și cele mai multe din Tore.

### Filozofia

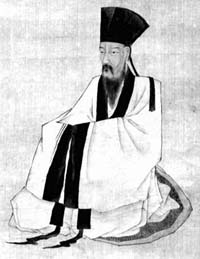
Wang Yangming (1472–1529), considerat cel mai influent gânditor confucianist de după Zhu Xi.

#### Confucianismul lui Wang Yangming
În timpul dinastiei Ming, doctrinele neo-confucianiste ale cărturarului Songului, Zhu Xi, au fost îmbrățișate de către curtea imperială și în mare măsura de către literați chinezi, cu toate că linia directă a școlii lui a fost distrusă de exterminare celor zece grade de rudenie ale lui Fang Xiaoru, din timpul domniei Yongle, în 1402.
învățatul Ming cel mai influent asupra generațiilor următoare a fost Wang Yangming (1472-1529), ale cărui învățături au fost atacate în timpul său pentru similitudinile cu budismul Chan (Zen). Pornind de la conceptul lui  Zhu Xi de „extindere a cunoașterii” (理学 sau 格物致知), Wang câștigă înțelegere prin investigația atentă și rațională a lucrurilor și a evenimentelor, el susține că noțiunile universale ar putea apărea în mintea oricui. Prin urmare, el a afirmat că oricine, indiferent de genealogie sau educație, ar putea devini la fel de înțelept precum au fost Confucius sau Mencius și că scrierile lor nu au fost surse de adevăr, ci doar de călăuzire, care ar putea avea imperfecțiuni atunci când sunt examinat cu atenție. Un țăran, cu o mare de experiență și inteligență, ar fi atunci mai înțelept decât un funcționar care i-a memorat pe clasici, dar nu are experiență practică în lumea reală.

#### Reacții conservatoare

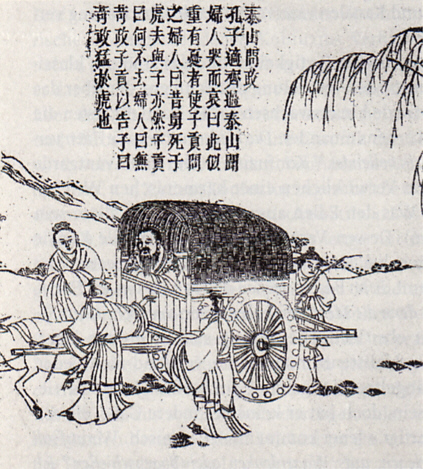
O pictură Ming, reprezentându-l pe Confucius în drum spre capitala Dinastiei Zhou, Luoyang.

Alți erudiți-funcționari au fost precauți cu heterodoxia lui Wang, creșterea numărului de discipoli ai săi în timp ce era încă în funcție, și per ansamblu, mesajul său social rebel. Pentru a reduce influența lui, el a fost de multe ori trimis să se ocupe de afacerile militare și revolte,  departe de capitală. Cu toate acestea, ideile sale au pătruns în gândirea de masă din China și au stimulat un nou interes pentru taoism si budism. Mai mult decât atât, oamenii au început să pună la îndoială validitatea ierarhiei sociale și ideea că învățatul  ar trebui să fie deasupra fermierului. Discipolul lui Wang Yangming și minerul de sare, Wang Gen, făcea prelegeri oamenilor de rând cu privire la importanța educației pentru îmbunătățirea vieții lor, în timp ce adeptul său, He Xinyin (何 心 隐), a contestat superioritatea și accentuarea familiei în societatea chineză. Contemporanul său, Li Zhi, chiar a învățat că femeile erau egale, din punct de vedere intelectual, bărbaților și că ar trebui să li se acorde o educație mai bună. Atât Li cât și He, în cele din urmă, au murit în închisoare, arestați sub acuzația de răspândire a unor „idei periculoase” Totuși, aceste „idei periculoase” de educare a femeilor, au fost de mult timp acceptate  de unele mame și de curtezane, care au fost la fel culte și pricepute în caligrafie, pictură, poezie ca și oaspeții lor de sex masculin.
Punctele de vedere liberale ale lui  Wang Yangming erau opuse Cenzoratului și Academiei Donglin, reînființată în 1604. Acești conservatori au dorit o revigorare a eticii ortodoxe confucianiste. Conservatorii, cum ar fi Gu Xiancheng (1550-1612) au argumentat împotriva ideilor lui Wang, de cunoaștere morală înnăscută, declarând că aceastea au fost pur și simplu o legitimizare pentru un comportament lipsit de scrupule, cum ar fi preocupările lacome și câștig personal. Aceste două direcții de gândire confucianiste, întărite de noțiunea de obligație față de mentorii lor, a erudiților chinezi, s-au dezvoltat într-un factionalism omniprezent între miniștrii de stat, care au folosit orice ocazie pentru a pune sub acuzare membri ai celeilalte fracțiuni de la curte.

### Viața urbană și rurală
Wang Gen a fost în măsură să facă prelegeri filozofice oamenilor obișnuiți din diferite regiuni, deoarece, în urma trendului deja evident în Dinastia Song, comunitățile din societatea Ming au devenit din ce în ce mai puțin izolate, deoarece distanța dintre târguri era în scădere. Școlile, grupurile de persoane înrudite, asociații religioase și alte organizații de voluntariat locale au devenit tot mai numeroase și au permis mai multe contacte între oamenii educați și țăranii locali. Jonathan Spence scrie că depărtarea dintre ceea ce a însemnat un oraș și rural, a fost estompat în Ming China, din moment ce zonele suburbane cu ferme s-au situat chiar în afara, și în unele cazuri, între zidurile unui oraș. Nu a fost neclară numai separarea dintre urban și rural, dar și separarea dintre clasele socio-economice ale celor patru profesii tradiționale (chineză: 士 农工商), deoarece artizanii, uneori, lucrau la ferme în perioadele de vârf iar fermierii de multe ori călătoreau în orașe pentru a găsi de lucru în perioadele de foamete.

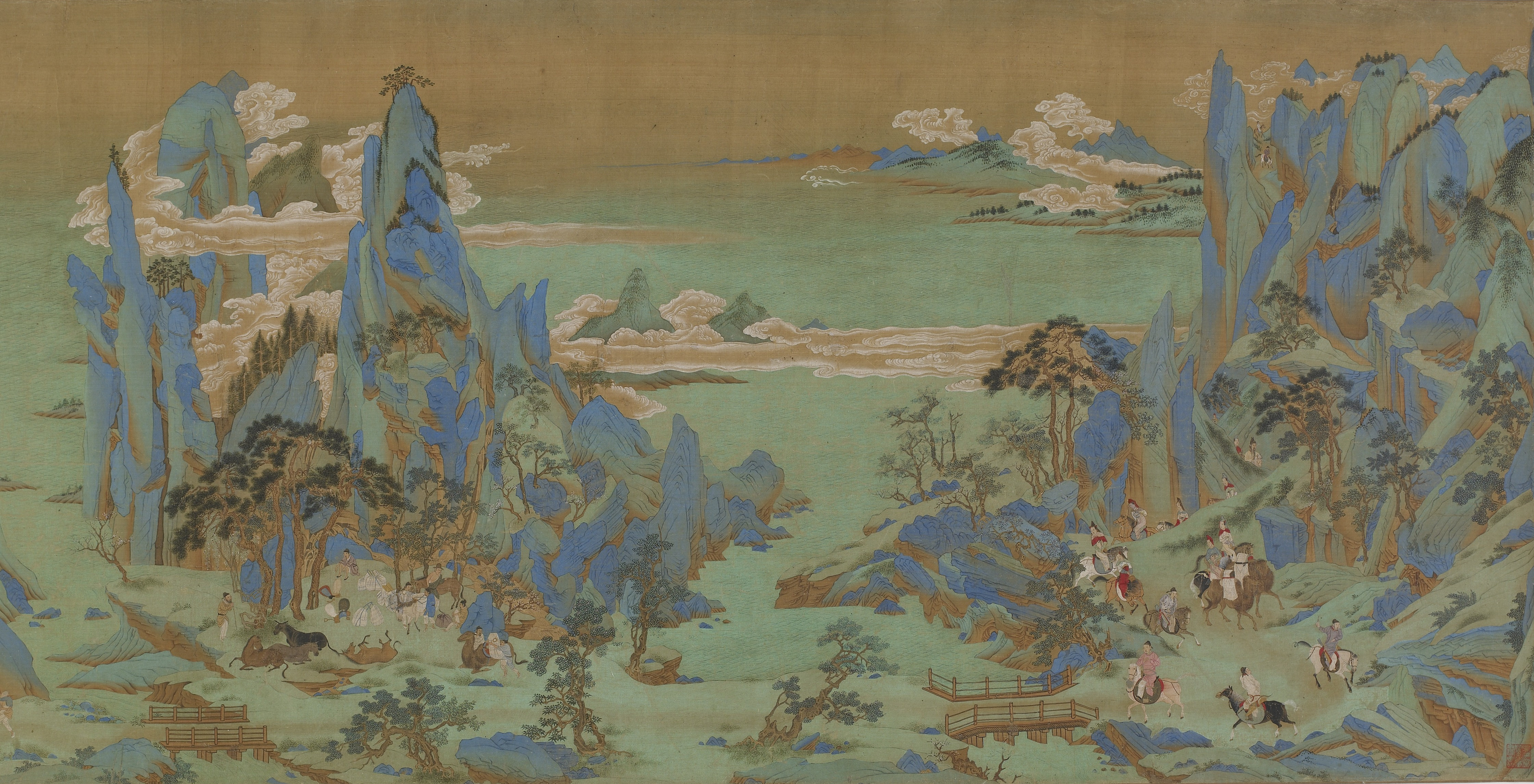
„Călătoria Împăratului Minghuang la Sichuan”, o pictură din perioada Ming după Qiu Ying (1494–1552).

O varietate de ocupații puteau fi alese sau moștenite din tată-n fiu. Aceasta puteau include, dar fără a se limita doar la ele, tâmplari, fierari și potcovari, croitori, bucătari și preparatori de tăiței, comercianți cu amănuntul, manageri de taverne, ceainării, cârciumi; cizmari, tăietori de etanșare, proprietari ai caselor de amanet, șefi de bordeluri și comecianți bancheri implicați într-un sistem pre-modern de schimb valutar. Practic, fiecare oraș avea un bordel unde puteau exista femei și bărbați angajați în prostituație. Baieții ținuți pentru acte homosexuale aveau un preț mai mare decât concubinele de sex feminin întrucât pederastia cu un adolescent era văzută ca un semn al statutului de elită, chiar dacă sodomia era inadmisibilă, conform normelor sexuale. Baia publică era mult mai frecventată decât în perioadele anterioare. Magazinele urbane și comercianții cu amănuntul vindeau o varietate de bunuri, cum ar fi banii de hârtie specială,  pentru a-i arde la ritualurile ancestrale, bunuri de lux de specialitate, pălării, pânză fină, ceaiuri și altele. Comunități mai mici și localități prea sărace sau prea dispersate pentru a avea magazine și artizani,  îsi obțineau bunurile de la târguri periodice și negustorii itineranți. Un mic orășel oferea, de asemenea, un loc simplu de școlarizare, știri și bârfă, pețire, festivaluri religioase, trupe de teatru itinerante, de colectare a impozitelor, precum și baze de distribuție de alimente în caz de foamete.
Sătenii agricultori din nord își petreceau zilele lor cultivând pământul cu grâu și mei, în timp ce fermierii de la sud de Râul Huai se angajau în cultivarea intensivă a orezului, de asemenea posedând lacuri și iazuri în care aveau rațe și pește. Cultivarea de duzi pentru viermii de mătase și arbuști de ceai, putea fi aflată în cea mai mare parte de la sud de Fluviul Yangze, iar chiar mai la sud de aceasta au fost cultivate, ca și culturi de bază, trestia de zahăr și citrice. Unii oameni, din sud-vestul muntos, își făceau un trai prin vânzarea de cherestea din bambus tare. Pe lângă tăierea copacilor pentru a vinde lemnul, cei săraci își câștigau existența din transformarea lemnului în cărbune, arderea de scoici pentru a face var, vase din ceramică, preșuri țesute și coșuri. În partea de nord, cel mai frecvent, transportul se făcea cu trasura trasă de cai, în timp ce în partea de sud, multitudinea de râuri, canale și lacuri, au făcut transportul pe apă ieftin și ușor. Deși partea de sud s-a caracterizat prin proprietari de pământ bogați și arendași, au fost, în medie, mult mai mulți cultivatori-proprietari la nord de râul Huai, datorită climei mai aspre, trăind nu cu mult peste nivelul de subzistență.

## Știință și tehnologie

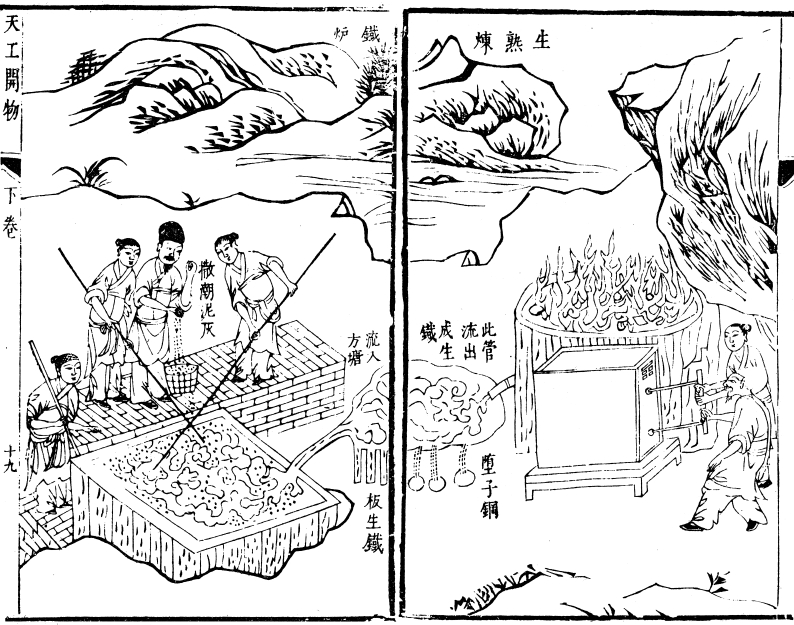
Procesul de topire a minereului de fier pentru a face fontă și apoi fier forjat; ilustrația din dreapta arată oameni care lucrează la turnare. Enciclopedia Tiangong Kaiwu, 1637

Comparativ cu înflorirea științifică și tehnologică din timpul dinastiei Song, dinastia Ming a văzut, probabil, mai puține progrese în domeniul științei și tehnologiei, în comparație cu ritmul descoperirilor din lumea occidentală. De fapt, progresele importante în știința chineză în perioada târzie Ming au fost stimulate de contactul cu europenii. În 1626, Johann Adam Schall von Bell a scris primul tratat chinez despre telescop,Yuanjingshuo-ul (Sticlă Optică de Văzut la Depărtare); în 1634 Împăratul Chongzhen a dobândit telescopul răposatului Johann Schreck (1576-1630). Modelul heliocentric, al sistemului solar, a fost respins de către misionarii catolici din China, însă ideile lui Johannes Kepler și Galileo Galilei au pătruns lent în China, începând cu polonezul iezuit Michael Boym (1612-1659) în 1627, sau cu tratatul lui Adam Schall von Bell din 1640, și în cele din urmă Joseph Edkins, Alex Wylie, și John Fryer în secolul al XIX-lea. Iezuiții catolici din China au promova teoria lui Copernic la curte, dar în același timp, au îmbrățișat sistemul lui Ptolemeu în scrierile lor; nu a fost decât până în 1865 când misionarii catolici din China au susținut modelul heliocentric, așa cum făceau colegii lor protestanți.

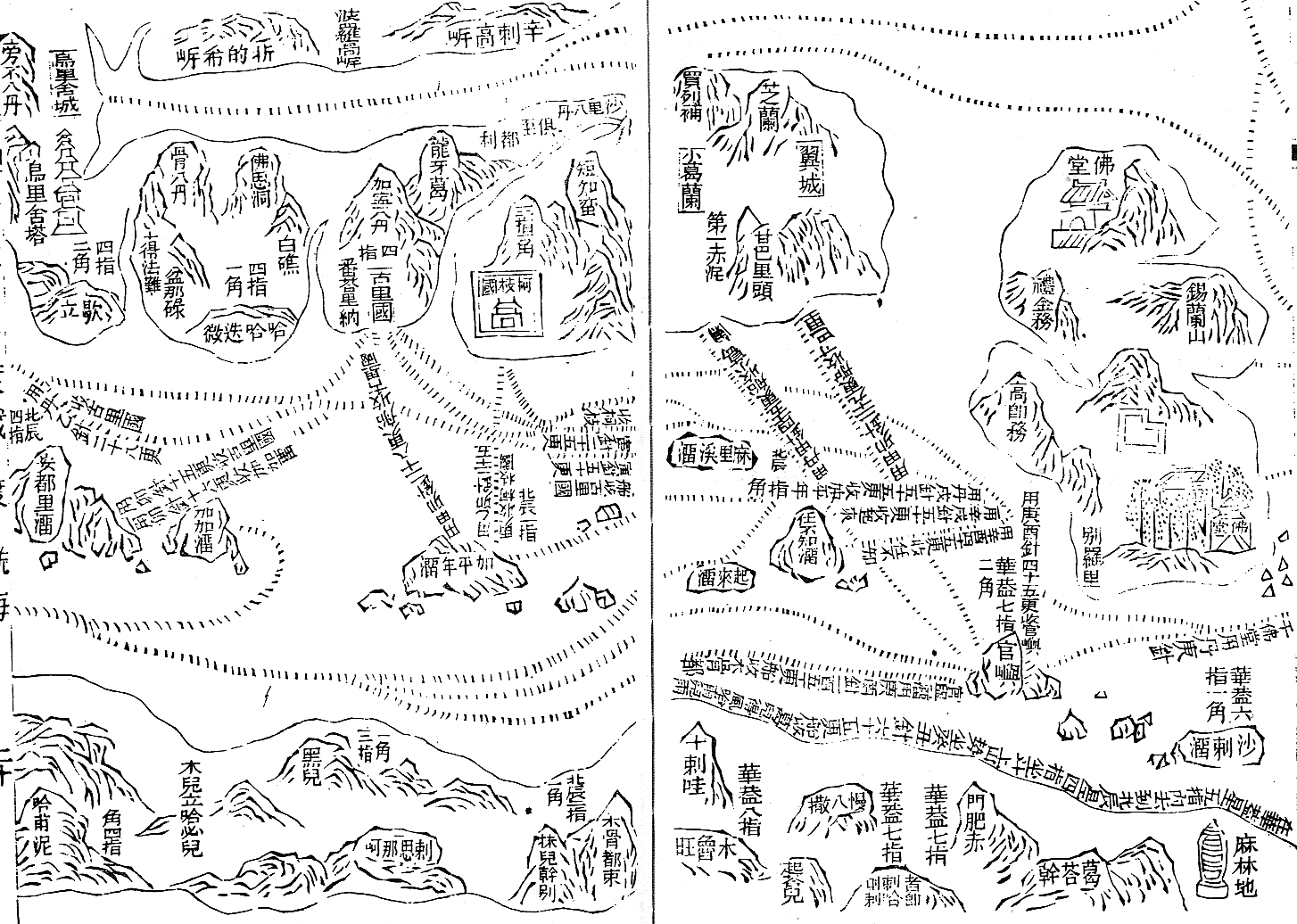
Harta lumii cunoscute de Zheng He: India în partea de sus, Ceylon în dreapta – sus și Africa Răsăriteană în partea de jos.

Cu toate că Shen Kuo (1031-1095) și Guo Shoujing (1231-1316) au pus bazele trigonometriei în China, un alt studiu important de trigonometrie chineză nu va fi publicat până în 1607; publicație făcută cu eforturile lui Xu Guangqi și Matteo Ricci. În mod ironic, unele invenții care își aveau originea în China antică au fost reintroduse în China de europeni, în epoca târzie a Mingului, de exemplu, moara de câmp.
Calendarul chinezesc a avut nevoie de reformare, deoarece el măsoară inadecvat anul solar de la 365 ¼ de zile, dând o eroare de 10 min și 14 sec pe an sau aproximativ o zi întreagă la fiecare 128 ani. Deși Ming a adoptat calendarul Shoushi din 1281, al lui Guo Shoujing, care a fost la fel de precis precum calendarul gregorian, Direcoratul Ming de Astronomie nu a reușit să îl re-adapteze periodic, acest lucru a fost, probabil, din cauza unei lipsei de expertize, conducerea biroului devenind ereditară în dinastia Ming și statutul dinastiei interzicea  implicarea privată în astronomie. Un descendent al Împăratului Hongxi, aflat la a șasea generație, „Prințul" Zhu Zaiyu (1536-1611), a prezentat o propunere de a îndrepta calendarul în 1595, dar comisia astronomică ultraconservatoare a respins-o. Acesta a fost același Zhu Zaiyu care a descoperit sistemul de tonuri cunoscute sub numele de temperament egal, o descoperire făcută simultan cu Simon Stevin (1548-1620) în Europa. În plus față de publicarea lucrărilor sale despre muzică, el a reușit să-și publice propriile concluzii cu privire la calendar în 1597 Un an înainte, memoriul lui Xing Yunlu, în care sugera o îmbunătățire a calendarului, a fost respinsă de către Supervizorul Biroului Astronomic din cauza legii care interzicea cercetarea privată a astronomiei;  Xing va lucra mai târziu cu Xu Guangqi la reformarea calendarului (chineză: 崇祯 暦 书), în 1629, în conformitate cu standardele occidentale.

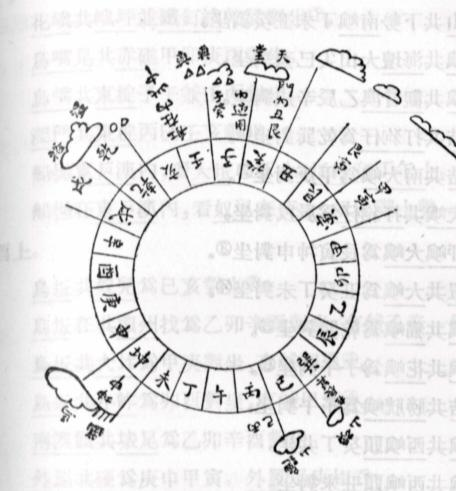
Schema unei busole în 24 de puncte, folosită de Zheng He în timpul expedițiilor sale.

Când fondatorul Mingului, Împăratul Hongwu,  a dat peste dispozitivele mecanice adăpostite în palatul dinastiei Yuan, din Khanbaliq – cum ar fi fantâni cu bile plutitoare în jeturi lor, un tigru automat, dispozitive cu cap de dragon care pulverizau vapori de parfum, și ceasuri mecanice, inspirate după modelurile lui Yi Xing (683-727) și Su Song (1020 - 101) – a asociat toate acestea cu decadența statului mongol și le-au distrus. Acestea au fost relatate în totalitate decătre Directorul divizionar  al  Ministerului Lucrărilor, Xiao Xun, care, de asemenea, a păstrat cu grijă detalii privind arhitectura și aspectul palatului dinastiei Yuan. Mai târziu, iezuiții europeni, cum ar fi Matteo Ricci și Nicolas Trigault vor menționa pe scurt mecanismul ceasului cu angrenaj chinez. Cu toate acestea, atât Ricci cât și Trigault s-au grăbit să sublinieze că mecanismele ceasurilor europene din secolul al XVI-lea erau cu mult mai avansate decât dispozitivele chineze obișnuite de masurare a timpului, catalogând astfel drept clepsidre, ceasuri de tămâie și „alte dispozitive... cu roți angrenate de nisip ca de apă.” (chineză: 沙漏) Consemnările chineze, și anume Yuan Shi (chineză: 元史), descriu un „ceas cu cinci angrenaje mișcate de nisip”, un mecanism inițiat de Zhan Xiyuan (cca. 1360 - 1380), care avea caracteristicile a ceasului astronomic al lui Su Song. Acest ceas a fost îmbunătățit de către Zhou Shuxue (fl. 1530-1558), care a adaugat o a patra roată mare, schimbând raporturile de diametru; lărgind apoi orificiul de colectare al nisipului, el criticând modelul anterior pentru faptul că se înfunda prea des.

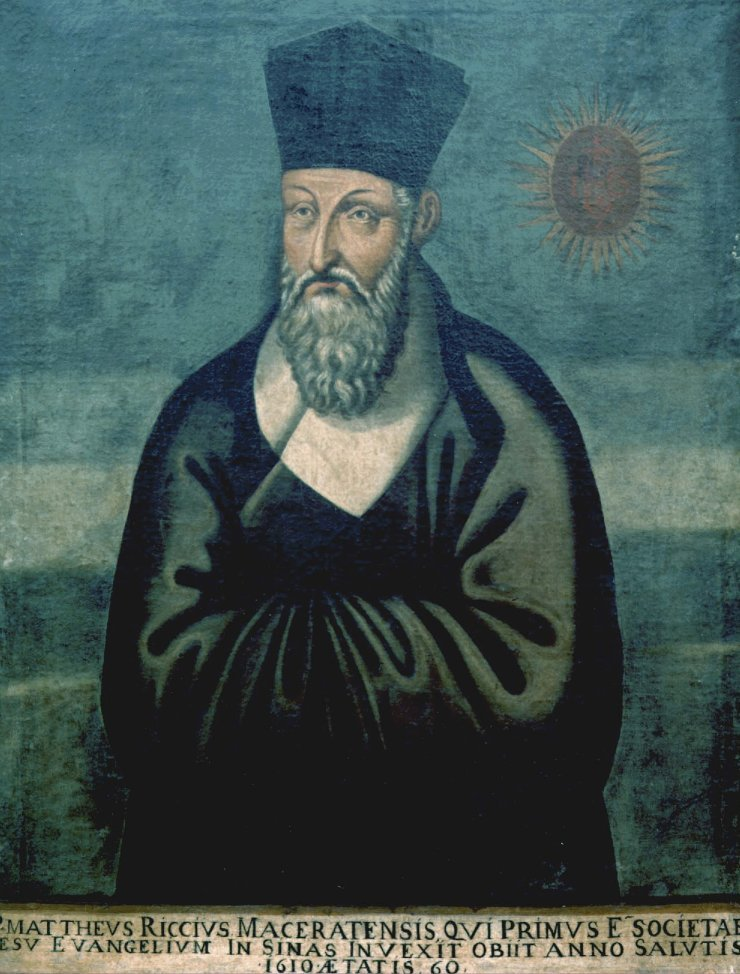
Portretul lui Matteo Ricci de Yu Wenhui, latinizat ca Emmanuel Pereira, datând din anul morții lui în Ricci, 1610

Chinezii au fost intrigați de tehnologia europeană, dar tot așa au fost și vizitatorii europeni de tehnologie chineză. În 1584, Abraham Ortelius (1527-1598), a prezentat în atlasul său „Theatrum Orbis terrarum” inovațiile, „ciudate”, chineze precum căruțul cu piloni ficși și vele (un fel de roabe), la fel ca navele chineze. Gonzales de Mendoza a menționa acest lucru un an mai târziu, observând faptul că velele erau de mătase - în timp ce Gerardus Mercator (1512-1594) le-a prezentat în atlasul său, John Milton (1608-1674), într-una din poeziile sale celebre și Andreas Everardus van Braam Houckgeest (1739-1801) în jurnalul său de călătorie în China.

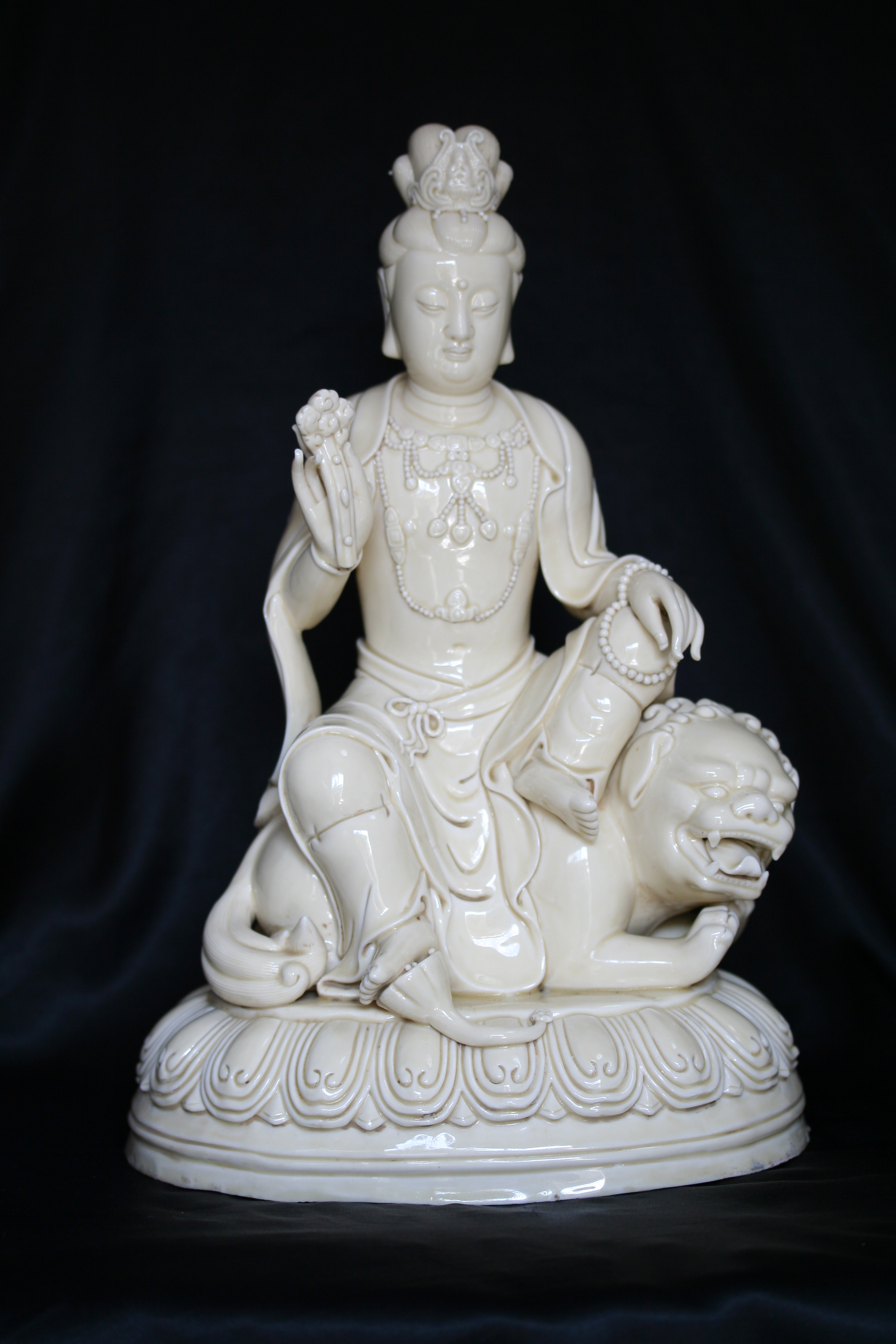
Bodhisattva Manjusri în „Blanc-de-Chine (Alb de China), de He Chaozong, sec XVII; Song Yingxing a dedicat o întreagă secțiune a cărții sale, despre crearea figurinelor chineze de porțelan, precum aceasta.

Enciclopedistul Song Yingxing (1587-1666) a documentat o gamă largă de tehnologii, metalurgii și procese industriale în enciclopedia Tiangong Kaiwu (chinezesc: 天工 开 物) din 1637. Aceasta includea dispozitive mecanice și hidraulice pentru agricultură și irigații, tehnologii marine, cum ar fi tipuri de nave și accesorii de scufundări pentru căutătorii de perle, procesele anuale de sericicultură și furci de tors pentru țesut, procese metalurgic, cum ar fi tehnica creuzet și oțel călit, procesele de fabricație, cum ar fi prăjirea piritei pentru transformarea acidului sulfuric în sulf folosit pentru praful de pușcă; și folosirea armelor de foc precum mina marină.
Concentrându-se pe agricultură în lucrarea Nongzheng Quanshu, agronomul Xu Guangqi (1562-1633) a avut un interes în irigații, îngrășăminte, întrajutorare în caz de foamete, culturi economice și textile, precum și observația empirică a elementelor care ofereau o perspectivă în înțelegerea timpurie a chimiei.
Au fost multe progrese și noi modele de arme de foc, la începuturile dinastiei, dar de la mijlocul perioadei Ming, chinezii au început să folosească frecvent artileria și armeie de foc în stil european. Manualul Huolongjing, scris de Jiao Yu și Liu Ji, cândva înainte de moartea celui din urmă la 16 mai 1375 (cu o prefață adăugată de Jiao în 1412), prezenta mai multe tipuri, de ultimă oră, de arme de foc. Acesta includea ghiulele explozive, goale pe dinauntru, umplute cu praf de pușcă, mine de teren cu un mecanism complex de declanșare, mine navale, rachete cu aripioare pentru control aerodinamic, rachete propulsate în mai multe trepte de aprindere a motorului și tunuri de mână.
Li Shizhen (1518-1593), unul dintre cei mai renumiți farmaciști și medici din China, a aparținut perioadei tâzii a Mingului. Lucrarea sa, Bencao Gangmu, este un text medical despre utilizarea a 1892 de medicamente.Inocularea, deși poate fi găsită în medicina tradițională chineză, a fost detaliată în textele chineze în secolul al XVI-lea. De-a lungul dinastiei Ming, aproximativ cincizeci de texte au fost publicate cu privire la tratamentul variolei. În ceea ce privește igiena orala, egiptenii antici au avut o periuta de dinți primitivă având o crenguță uzată la un capăt, chinezii au fost primii care au inventat moderna periuță de dinți cu peri în 1498, deși o foloseau cu păr rigid de porc.

## Populația

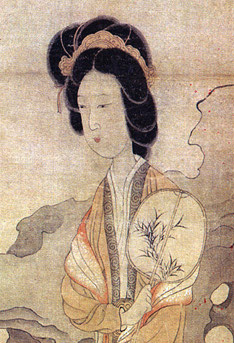
Apreciind prunul, de Chen Hongshou (1598–652) arată o doamnă care ține în mână un evantai oval în timp ce se bucură de frumusețea unui prun.

Istorici sinologi dezbat încă cifrele referitoare la populația fiecărei perioade din timpul dinastiei Ming. Istoricul Timothy Brook notează că cifrele recensământului guvernului Ming sunt îndoielnice, deoarece obligațiile fiscale determinau multe familii să declare mai mic numărul de persoane din gospodăriile lor și mai mulți oficiali de comitat declarau o cifra mai mică decât cea existentă. Copiii de multe ori nu se contabilizau, în special cei de sex feminin, după cum arată statisticile denaturate ale populației în întreag Mingul. Chiar si unele femei adulte erau „ascunse”; de exemplu, Prefectura Daming în Zhili de Nord a raportat o populație de 378 167 bărbați și 226 982 de femei în 1502. Gvernul a încercat să revizuiască cifrele recensământului folosind estimări ale numărului mediu așteptat de oameni în fiecare gospodărie, dar acest lucru nu a rezolvt problema, pe scară largă, a înregistrării fiscale. O parte a dezechilibrului de gen poate fi atribuită practicii de infanticid a sexului feminin. Practica este bine documentată în China, ea mergând înapoi cu peste două mii de ani, și a fost descrisă ca „agresivă” și „practicată de aproape fiecare familie”, conform autorilor contemporani. Cu toate acestea, raporturile sexuale erau dramatic denaturate, multe comitate raportând un raport mai mare de 2:1 în 1586, ceeace nu pot fi explicat numai prin infanticid.

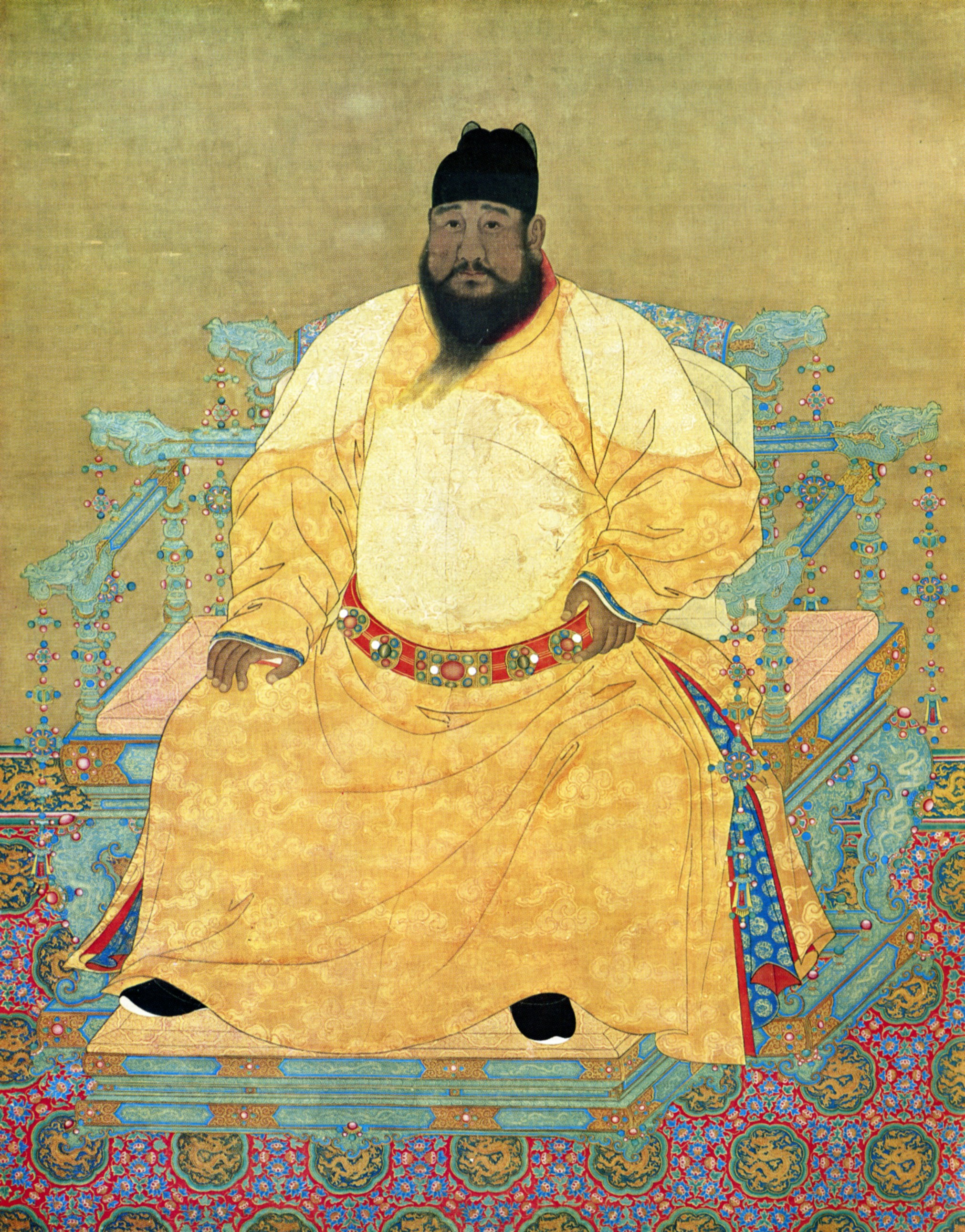
Împăratul Xuande (r. 1425–35) a declarat în 1428 că populația a fost în scădere datorită construcției palatului și campaniilor militare. Dar populația a fost în creștere sub domnia lui, un fapt remarcat de către Zhou Chen, guvernator al South Zhili-ului, în raportul său din 1432 cu privire la comerțul ambulant pe scară largă.

Numărul de persoane numărate la recensământul din 1381 a fost de 59 873 305, cu toate acestea, acest număr a scăzut în mod semnificativ când guvernul a constatat că lipseau aproximativ 3 milioane de persoane la recensământul din 1391. Chiar dacă subraportarea a fost declarată drept crimă capitală în 1381, nevoia de supraviețuire a împins pe mulți să renunțe la înregistrarea la recensăminte și să plece din regiunile lor. Astfel, domnia Hongwu a încercat să impună o rigidă imobilitate asupra populației. Guvernul a încercat să atenueze aceste probleme prin crearea unei estimări conservatoare proprii, de 60.545.812 de persoane în 1393. În lucrarea „Studii asupra populației Chinei”, Ho Ping Ti propune revizuirea recensământului din 1393 la 65 de milioane de persoane, menționând că suprafețe mari din China de Nord și zonele de frontieră nu au fost recenzate la acel recensământ. Brook prevede faptul că numărul oamenilor care s-au adunat la recensămintele oficiale de după 1393, au variat între 51 și 62 de milioane, în timp ce populația a fost, de fapt, în creștere. Chiar și domnia Hongzhi (r. 1487 - 505) a remarcat faptul că sporirea continuă a veniturilor din taxe a coincis cu declinul populației și a soldaților înregistrați. William Atwell afirmă că in jurul anului 1400 populația Chinei a fost, probabil, de 90 de milioane de oameni, citând Heijdra și Mote.
Istoricii se orientează acum către indicii geografici locali din Ming China, pentru indicii care ar putea arăta o creștere consistentă a populației. Utilizând această metodă, Brook estimează că populația totală în era Chenghua (r. 1464-1487) a fost de aproximativ 75 milioane oameni, în ciuda cifrelor recensământului de la mijlocul perioadei Ming, situate în jurul valorii de 62 de milioane persoane. În timp ce prefecturile din imperiu, de la mijlocul perioadei Ming, raportau fie o scădere fie o stagnare a populației, indicii geografici locali raportau un numar foarte mare de muncitori itineranți, fără suficient pământ cultivat, așa că mulți au devenit vagabonzi, escroci, sau tăietori de lemne, care contribuiau la defrișări. Împăratul Hongzhi și Împăratul Zhengde au diminuat sancțiunile împotriva celor care fugeau din regiunile lor de origine, în timp ce Împăratul Jiajing (r. 1521-1567) i-a pus, în cele din urmă, pe funcționari, să înregistreze migranții, ori de câte ori se mutau sau fugeau, în scopul de a aduce mai multe venituri statului.
Chiar și cu reformele erei Jiajing de documentare a lucrătorilor migranți și negustorilor itineranți, din epoca târzie Ming, recensământul guvernului încă nu reflecta cu exactitate creșterea enormă a populației. Indicii geografici din imperiu au notat acest lucru și au făcut propriile estimări ale populației dinastiei, unii presupun că aceasta s-ar fi dublat, triplat sau chiar a crescut de cinci ori din 1368. Fairbank estimează că populația a fost, probabil, 160 de milioane la sfârșitul anilor dinastiei Ming, în timp ce Brook estimează 175 de milioane, și Ebrey afirmă o populație de, probabil, 200 de milioane. Cu toate acestea, o mare epidemie care a pătruns în China, prin nord-vest, în 1641 a devastat zonele dens populate de-a lungul Marelui Canal, un gazetar din nordul Zhejiangului remarcând că mai mult de jumătate din populație s-a îmbolnăvit în acel an și că 90 % din populația locală dintr-o zonă a murit până în 1642.